# US Open (tenis)
US Open, oficiálně United States Open Tennis Championships, známý také pod názvy Flushing Meadows a Forest Hills, je poslední ze čtyř tenisových turnajů nejvyšší kategorie – Grand Slamu, každoročně hraný na přelomu srpna a září. Od sezóny 2004 představuje vyvrcholení letní US Open Series konané na severoamerických betonech. První ročník mužských soutěží proběhl v roce 1881 na travnatých kurtech Casina v rhodeislandském Newportu. Do roku 1968 nesl turnaj název U.S. National Championships. V sezóně 1968 se poprvé otevřel profesionálním tenistům, což odráží část „Open“ v názvu. Vlastníkem události je Americký tenisový svaz, který je spolu s Mezinárodní tenisovou federací také jejím spolupořadatelem.
Od roku  1978 se newyorský grandslam koná v Národním tenisovém centru Billie Jean Kingové, ležícím v parku Corona Flushing Meadows newyorské čtvrti Queens. V letech 2020–2025 se hraje na středně pomalém tvrdém povrchu Laykold, který nahradil polymethylmethakrylátový povrch DecoTurf. V letech  1975–1977 se odehrával na antuce a předtím od jeho vzniku v roce 1881 probíhal na trávě. Všechny otevřené dvorce mají umělé osvětlení. V sezóně 2005 došlo ke změně a sjednocení vzhledu kurtů na všech turnajích série US Open, včetně newyorského grandslamu. Vnitřní plocha hřiště získala modrou a vnější pak zelenou barvu. Výsledným efektem bylo zvýšení viditelnosti míče.
Hlavním kurtem je největší tenisový stadion světa Arthur Ashe Stadium s kapacitou 23 711 sedících diváků, jenž získal pojmenování po afroamerickém tenistovi a prvním vítězi dvouhry v otevřené éře Arthurovi Ashovi. Od sezóny 2016 je opatřen zatahovací střechou. Druhý největší kurt nese název Louis Armstrong Stadium po americkém jazzovém hudebníkovi Louisi Armstrongovi. Otevřen byl v srpnu 2018 a nahradil zbořený stadion téhož jména. Jeho kapacita činí 14 053 míst, což z něj dělá největší grandslamovou dvojku. Disponuje také zatahovací střechou. Třetí hlavní aréna Grandstand Stadium, otevřená roku 2016, pojme 8 125 osob.
US Open se v roce 1973 stal prvním tenisovým turnajem s vyrovnanými finančními odměnami mužů a žen, po hrozbě Kingové bojkotem turnaje, a tenis tak vůbec prvním takovým sportem. Již v roce 1970 jako první z grandslamů uplatnil tiebreak i v rozhodujících sadách zápasů, než se v roce 2019 připojily další dva majory. Roku 1975 pak zavedl jako první major večerní zápasy, tzv. night session. V sezóně 2006 se stal prvním „turnajem velké čtyřky“, na němž byl zaveden systém „jestřábího oka“ pro kontrolu dopadu míčů a v roce 2018 prvním s využitím této technologie na všech soutěžních dvorcích.
Program zahrnuje soutěže mužské a ženské dvouhry, mužskou, ženskou a smíšenou čtyřhru, soutěže legend, juniorů a vozíčkářů. Rekordní návštěvnost zaznamenal ročník 2023, když do areálu zavítalo 799 402 diváků a v rámci tří týdnů 957 387 návštěvníků. Nejvyšší počet sedmi titulů v mužské dvouhře vyhráli Bill Tilden, William Larned a Richard Sears. Osm trofejí z ženské dvouhry si odvezla na Molla Malloryová. V otevřené éře se rekordmany s pěti výhrami stali Pete Sampras, Jimmy Connors a Roger Federer. Mezi ženami šestkrát zvítězily Chris Evertová se Serenou Williamsovou.
V letech 1968–2013 držela vysílací práva stanice CBS a pro roky 2015–2026 ji nahradila ESPN v rámci smlouvy ve výši 825 milionů dolarů. V březnu 2013 organizátoři oznámili úmysl zvýšit celkovou dotaci grandslamu tak, aby v roce 2017 činila 50 miliónů dolarů, když v sezóně 2012 představovala 25,2 miliónů dolarů. Slib dodrželi a rozpočet v ročníku 2017 dosáhl výše 50,4 miliónů dolarů. V důsledku pandemie covidu-19 proběhl US Open 2020 jako první grandslam historie s hygienickými omezeními bez diváků.

## Historie

### Herní formát
Od roku 1881 startovali v prvních šesti ročnících turnaje pouze muži. Původní název grandslamu zněl „U.S. National Singles Championships for Men“. Ženská část zaznamenala debut v sezóně 1887 a konala se pod jménem „US Women's National Singles Championship“. Od roku 1889 přibyla do programu soutěž ženské čtyřhry pod názvem „US Women's National Doubles Championships“ a jako poslední vstoupila do turnaje soutěž smíšené čtyřhry se jménem „US Mixed Doubles Championships“, jejíž úvodní ročník proběhl v roce 1892.

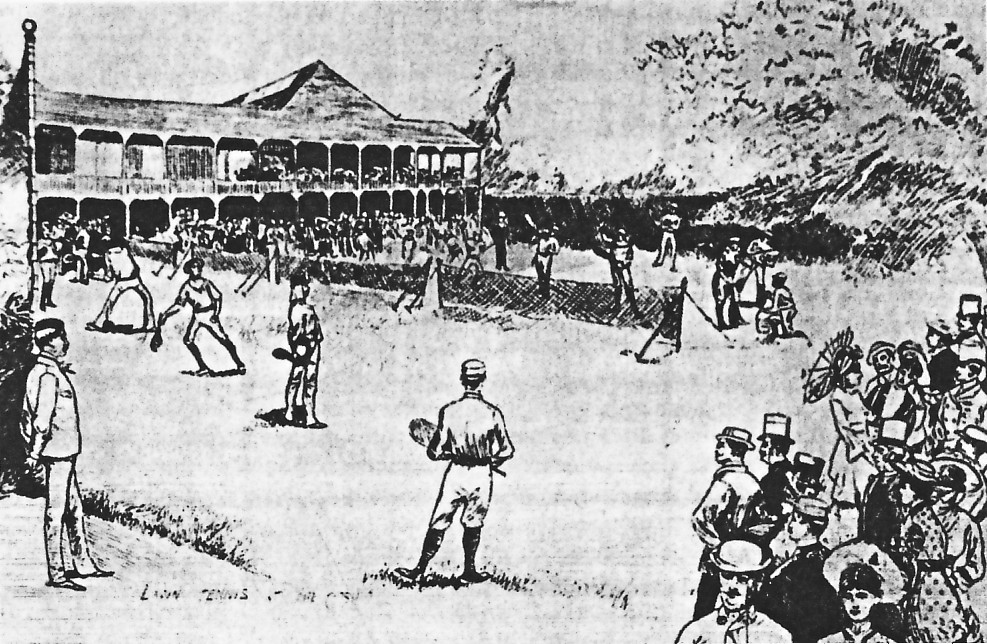
První ročník se konal v Newportu, 1881

Roku 1884 došlo ke změně herního systému, když byl místo standardního pavouku pro všechny hráče uplatněn systém tzv. vyzývacího finále (Challenge round). Vítěz v něm automaticky postoupil do finále následujícího ročníku, kde se střetl s vítězem vyřazovací části (All-Comers singles). Jestliže obhájce titulu na turnaji nestartoval, titul automaticky připadl vítězi vyřazovací části. Tato situace nastala v mužské dvouhře šestkrát v letech 1888, 1893, 1898, 1901,1904 a 1907. K opuštění vyzývacího formátu u mužů došlo v roce 1911. Od následujícího roku již obhájce titulu nastupoval do úvodního kola soutěže.
Na ženském národním mistrovství byl stejný formát tzv. vyzývacího finále uplatňován v letech 1888–1918. Pouze v roce 1917 obhájkyně titulu nastoupila již do prvního kola vyřazovacího formátu. Stejně jako u mužů se vyzývací finále pro absenci obhájkyně titulu neuskutečnilo šestkrát, a to v letech 1893, 1899, 1900, 1905, 1906 a 1907. Od roku 1919 je používán čistý vyřazovací systém, kdy vítězka z předchozího roku nastupuje do prvního kola pavouku. V období 1891–1901 bylo ženské vyzývací finále hráno na tři vítězné sady.

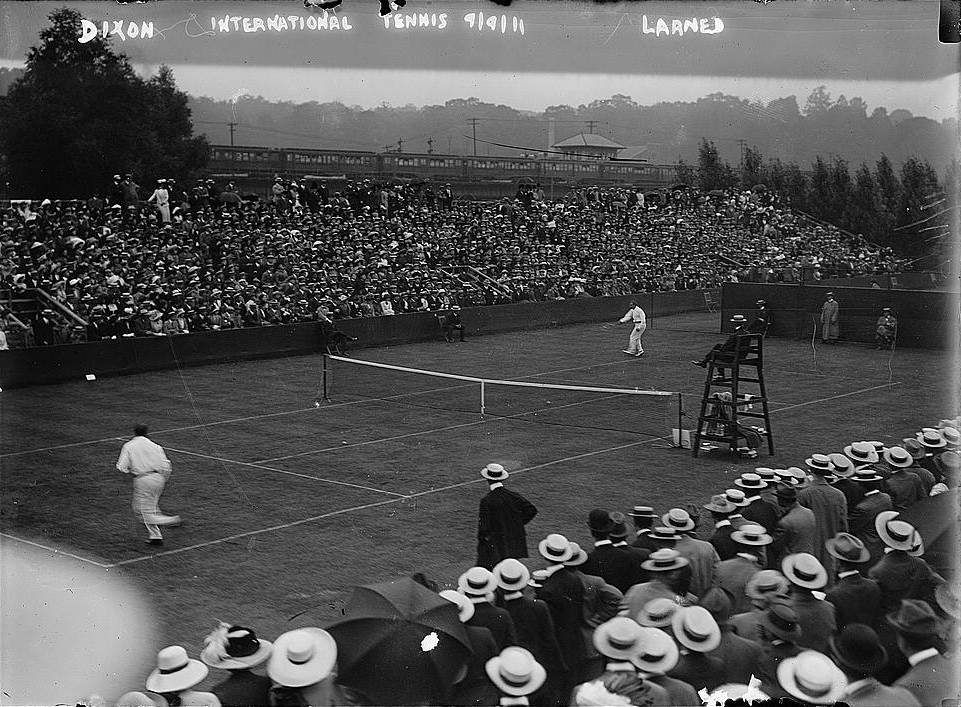
Utkání Charlese Dixona (vlevo) proti Williamu Larnedovi

Mezi roky 1890–1906 se konaly oddělené turnaje čtyřher v místních klubech východního a západního pobřeží, z nichž vzešly dva nejlepší deblové páry, které sehrály barážový zápas. Jeho vítěz se pak střetl ve vyzývacím finále s obhájci titulu o mistrovský titul.
V období 1881–1885 se všechny zápasy konaly na dvě vítězné sady. Od roku 1886 pak muži musí k výhře v utkání získat tři sety. K návratu zápasového formátu na dvě vítězné sady došlo v mužské dvouhře v počátečních kolech roku 1917, v letech 1943–1945 a také v období antukového turnaje 1975–1978.
Tiebreak byl jako ukončení všech sad zaveden v roce 1970. Do sezóny 1974 byl uplatňován systém náhlé smrti po devátém bodu zkrácené hry (za stavu 8:8). Od roku 1975 je praktikován standardní formát minimálního rozdílu dvou bodů po odehrání dvanácti míčů. Do sezóny 2019 představoval US Open jediný grandslamový turnaj, jenž využíval tiebreak i v rozhodujících setech zápasů. V mužské dvouhře rozhodl pátou sadu finálového utkání v roce 2020, v ženské části ukončil třetí sadu zápasu o titul dvakrát, v letech 1981 a 1985. V roce 2022 byl na grandslamech zaveden jednotný formát ukončení rozhodujících setů utkání. Za stavu her 6–6 v rozhodující sadě tak následuje supertiebreak do 10 bodů, s minimálně dvoubodovým rozdílem.

### Championships éra

#### 1881–1930
Premiérový ročník turnaje se uskutečnil v srpnu 1881 na travnatých dvorcích sportovního klubu Newport Casino v rhodeislandském Newportu. Soutěží prvních tří ročníků mužské dvouhry a čtyřhry se mohli zúčastnit pouze hráči, kteří byli členy tenisových oddílů sdružených v Americkém tenisovém svazu, jenž nesl původně název „United States National Lawn Tennis Association“ (USNLTA). Singlovým vítězem se z 26 tenistů stal Američan Richard Sears, který vyhrál i dalších šest ročníků a vytvořil tak rekord sedmi titulů v řadě. Od roku 1884 byl turnaj otevřen i pro zahraniční tenisty. V prvním desetiletí 20. století ovládl turnaj Američan William Larned, který získal sedm titulů ve dvouhře. V roce 1903 zvítězil první neamerický hráč. Angličan Hugh Doherty přehrál Larneda ve finále hladce 3–0 na sety.

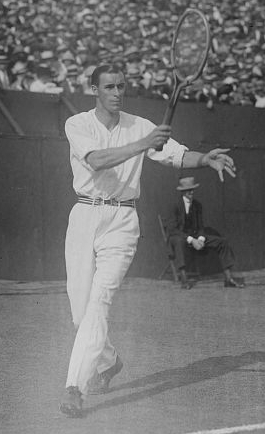
Sedminásobný amatérský vítěz dvouhry Bill Tilden

Premiérový ročník ženské dvouhry proběhl v sezóně 1887. Dějištěm soutěže se staly travnaté dvorce filadelfského Cricket Clubu. V první soutěži dvouhry zvítězila sedmnáctiletá Američanka Ellen Hansellová. Zahraniční šampiónku turnaj poznal v pátém ročníku 1891, v němž triumfovala britská tenistka Mabel Cahillová, která dokázala porazit obhájkyni titulu Ellen Rooseveltovou, a to v prvním vyzývacím finále žen hraném na tři vítězné sady. Následující rok titul obhájila po pětisetovém boji nad Američankou Elisabeth Mooreovou. Druhou britskou vítězkou se pak v sezóně 1904 stala May Suttonová, která opět přehrála Mooreovou hladce 6–1 a 6–2. Tehdy již třetím rokem probíhaly zápasy ženské dvouhry ve formátu na dvě vítězné sety.
V roce 1915 se národní mistrovství přestěhovalo z Newportu do West Side Tennis Clubu, sídlícím v části newyorského Queensu – Forest Hills. Tím byla dovršena snaha skupiny tenistů v čele s Karlem H. Behrem, která usilovala o přesun do newyorského dějiště již od roku 1911. Tehdy ještě neuspěla, když proti přemístění hlasovalo 95 delegátů a pro se vyjádřilo pouze 60 z nich.
Na počátku roku 1915 podepsala skupina přibližně 100 tenistů petici podporující přesun turnaje do New Yorku se zdůvodněním, že se v této oblasti nachází většina tenisových klubů a žije zde velká část hráčů i fanoušků, takže by přemístění napomohlo k rozvoji bílého sportu na americkém kontinentu. Tento názor ovšem odmítla druhá skupina hráčů, jež také zahrnovala osm vítězů národního mistrovství Spojených států. Spor o budoucí lokaci šampionátu byl zařazen na program každoroční schůze amerického tenisového svazu USNLTA. Dne 5. února 1915 došlo k hlasování delegátů, z nichž se pro změnu místa konání vyslovilo 128 a proti bylo 119 z nich. Výsledek znamenal přemístění turnaje do Forest Hills v New Yorku. V letech 1921–1923 se tři ročníky grandslamu odehrávaly ve filadelfském areálu Germantown Cricket Club. Do Forest Hills se událost vrátila opět roku 1924.

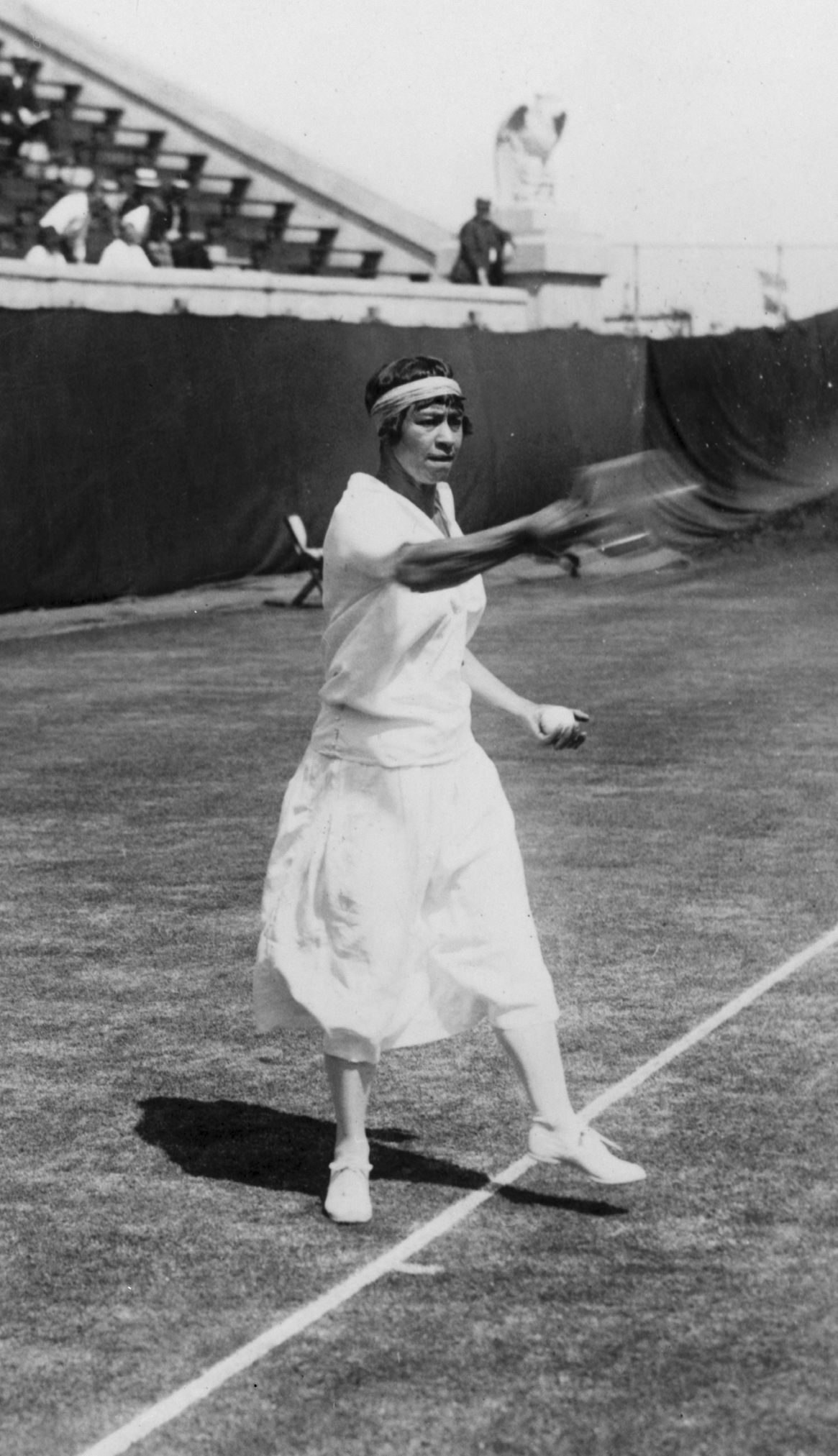
Američanka norského původu Molla Malloryová získala rekordních osm amatérských titulů

Mezi ženami si v letech 1909–1911 hattrick připsala americká hráčka Hazel Hotchkissová Wightmanová. Poslední čtvrtý triumf získala roku 1919. Vůbec nejlepších výsledků v championships éře zaznamenala naturalizovaná Američanka pocházející z Norska Molla Malloryová, rozená Bjurstedtová, která zvítězila osmkrát. Její nadvláda započala v roce 1915 a na poslední vítězství dosáhla v roce 1926. Vytvořila tak rekordní počet osmi singlových titulů, který nebyl překonán. Kromě toho také dvakrát vyhrála ženskou a třikrát smíšenou čtyřhru. O jedno vítězství méně dokázala ve dvouhře získat Američanka Helen Willsová Moodyová. Na šest výher dosáhla v průběhu dvacátých let a poslední sedmou dovršila v roce 1931.
Celkem sedm titulů získal ve dvacátých letech americký hráč Bill Tilden, jenž v boji o titul pětkrát pokořil krajana Billa Johnstona, druhého nejlepší světového tenistu dané éry, přezdívaného „Malý Bill“. Roku 1926 pak zahájil tříletou francouzskou nadvládu René Lacoste, druhý neamerický šampión, jenž v posledním utkání grandslamu zdolal krajana Jeana Borotru ve třech setech. Jednalo se o první ročník grandslamu, v němž se do finále neprobojoval žádný americký tenista. Po Lacostově úspěšné obhajobě si v sezóně 1928 připsal titul další zástupce „čtyř mušketýrů“ Henri Cochet, když v pětisetové bitvě udolal Američana Francise Huntera.

#### 1931–1945
Ve 30. letech se v mužské dvouhře prosadil Brit Fred Perry, který si připsal tři vítězství. Dva tituly zaznamenal Američan Don Budge, jenž v sezóně 1938 završil jako první tenista historie čistý grandslam, když triumfoval na všech čtyřech událostech „velké čtyřky“ během jedné sezóny. Druhá světová válka na rozdíl od Australian Championships, French Championships a Wimbledonu nepřerušila průběh soutěží newyorského turnaje.
V sezóně 1932 opanovala dvouhru Američanka Helen Jacobsová, která vyhrála i další tři ročníky. Další americkou čtyřnásobnou vítězku z druhé poloviny třicátých let Alici Marbleovou zastavila první jihoamerická šampiónka turnaje Anita Lizanaová pocházející z Chile, která dokázala ve finále 1937 porazit Polku Jadwigu Jędrzejowskou. Jednalo se vůbec o první finále, do něhož se neprobojovala ani jedna americká tenistka. Marbleová jako průkopnice moderního útočného tenisu vnesla do ženských soutěží amerického grandslamu tvrdé podání a efektivní hru na síti s kvalitními volejovou technikou. Tři trofeje si v průběhu druhé světové války připsala další Američanka Pauline Betzová. Čtvrtý titul pak získala v roce 1946.

#### 1946–1967
V poválečném období ovládl první dva ročníky 1946 a 1947 americký hráč Jack Kramer. V dalších dvou letech jej dvěma tituly napodobil krajan Pancho Gonzales. Oba tenisté praktikovali moderní útočný tenis a krátce po osobních úspěších přestoupili k profesionálům. Nástup australské dominance dvěma výhrami z let 1951 a 1952 předznamenal Frank Sedgman. Do počátku otevřené éry v roce 1968 pak na tomto grandslamu zvítězilo devět dalších australských hráčů, a to včetně Roy Emersona, Freda Stolla a Johna Newcomba. Rod Laver jako druhý tenista historie zkompletoval čistý grandslam, a to dokonce dvakrát v sezónách 1962 a 1969. Mezi lety 1951 až 1970 Australané triumfovali patnáctkrát, když v tomto období nezískali pouze pět titulů. Z toho jedenáctkrát se do finále probojovali vždy dva australští tenisté. Australská dominance se odrazila i v mužské čtyřhře.

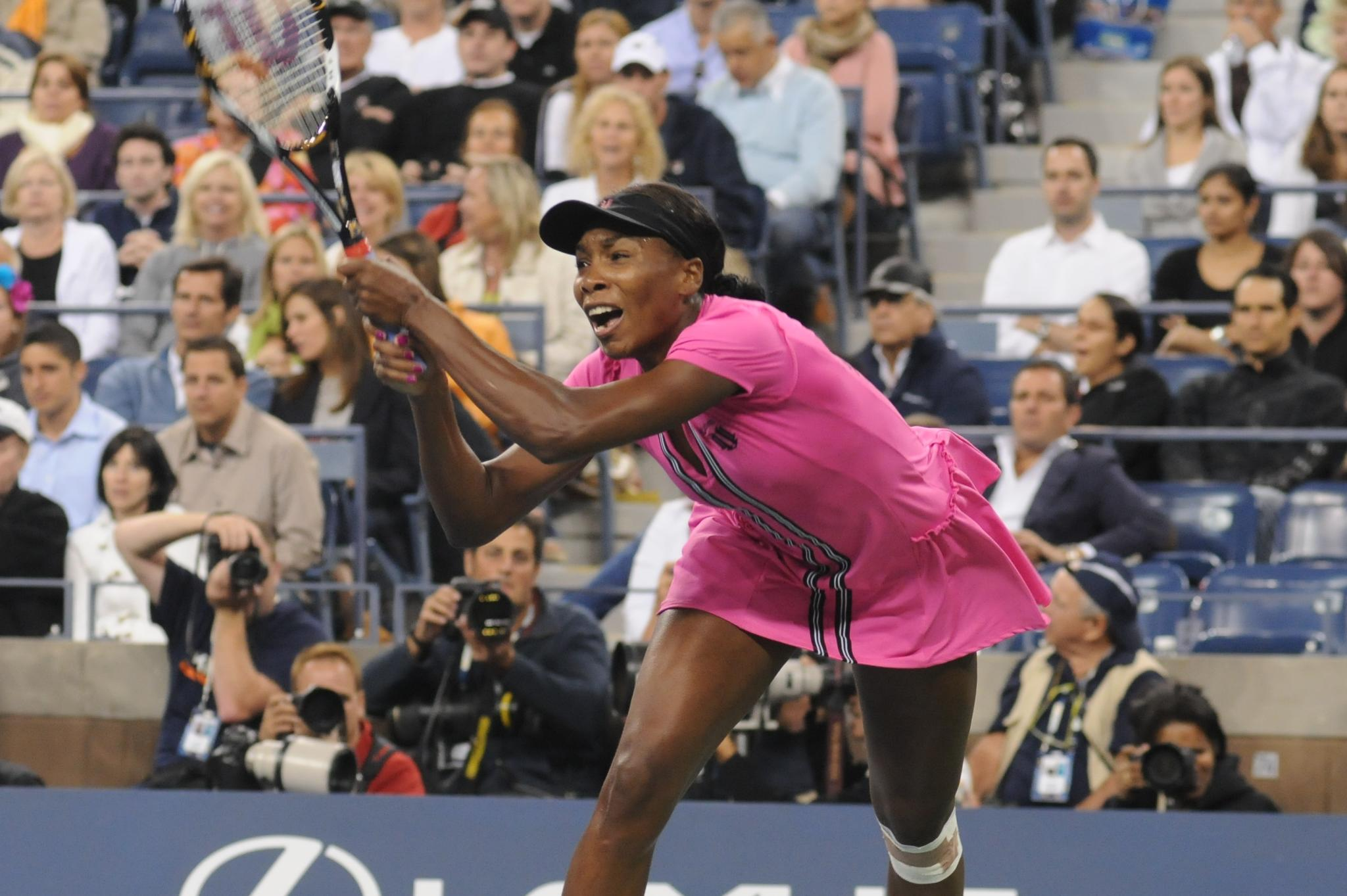
Venus Williamsová získala po dvou titulech ve dvouhře a čtyřhře

Ženskou dvouhru dokázaly v prvních letech poválečného období vyhrát třikrát za sebou Američanky Margaret Osborneová duPontová a po ní také Maureen Connollyová. Ve finále celkem čtyřikrát porazily krajanku Doris Hartovou. Ta si připsala dvě vítězství z ročníků 1954 a 1955. Poslední výhrou v roce 1953 Connollyová dosáhla jako první tenistka historie na zisk čistého grandslamu.
První afroamerickou vítězkou se roku 1957 stala Althea Gibsonová, jež praktikovala útočný tenis. Jako druhá Jihoameričanka ovládla poslední grandslam sezóny v roce 1959 Brazilka Maria Buenová. Během šedesátých let pak zaznamenala další tři turnajové výhry. V roce 1962 poprvé triumfovala australská tenistka Margaret Smithová, která po sňatku hrála pod novým příjmením Courtová. Australanka představuje jednu z největších postav historie tenisu, když si ve Forest Hills připsala pět titulů ve dvouhře (z toho 3 v otevřené éře), pět v ženské (z toho 4 v otevřené éře) a osm ve smíšené čtyřhře (z toho 3 v otevřené éře). V roce 1970 jako první tenistka otevřené éry dosáhla na čistý grandslam ve dvouhře.

### Otevřená éra éra
Po French Open a Wimbledonu se US Open stal historicky třetím otevřeným turnajem velké čtyřky. Australian Open umožnil přístup profesionálům až následující sezónu 1969. Od roku 1968 také došlo k ustálení dějiště všech pěti soutěží, včetně čtyřher, do jediného areálu v newyorském Forest Hills. Zde turnaj probíhal v letech 1921–1977. Dalším důsledkem otevření turnaje profesionálům bylo zvýšení herní kvality. V roce 1978 se místo konání přestěhovalo do blízko ležícího Národního tenisového centra Billie Jean Kingové ve Flushing Meadows newyorského Queensu.

#### 1968–1989

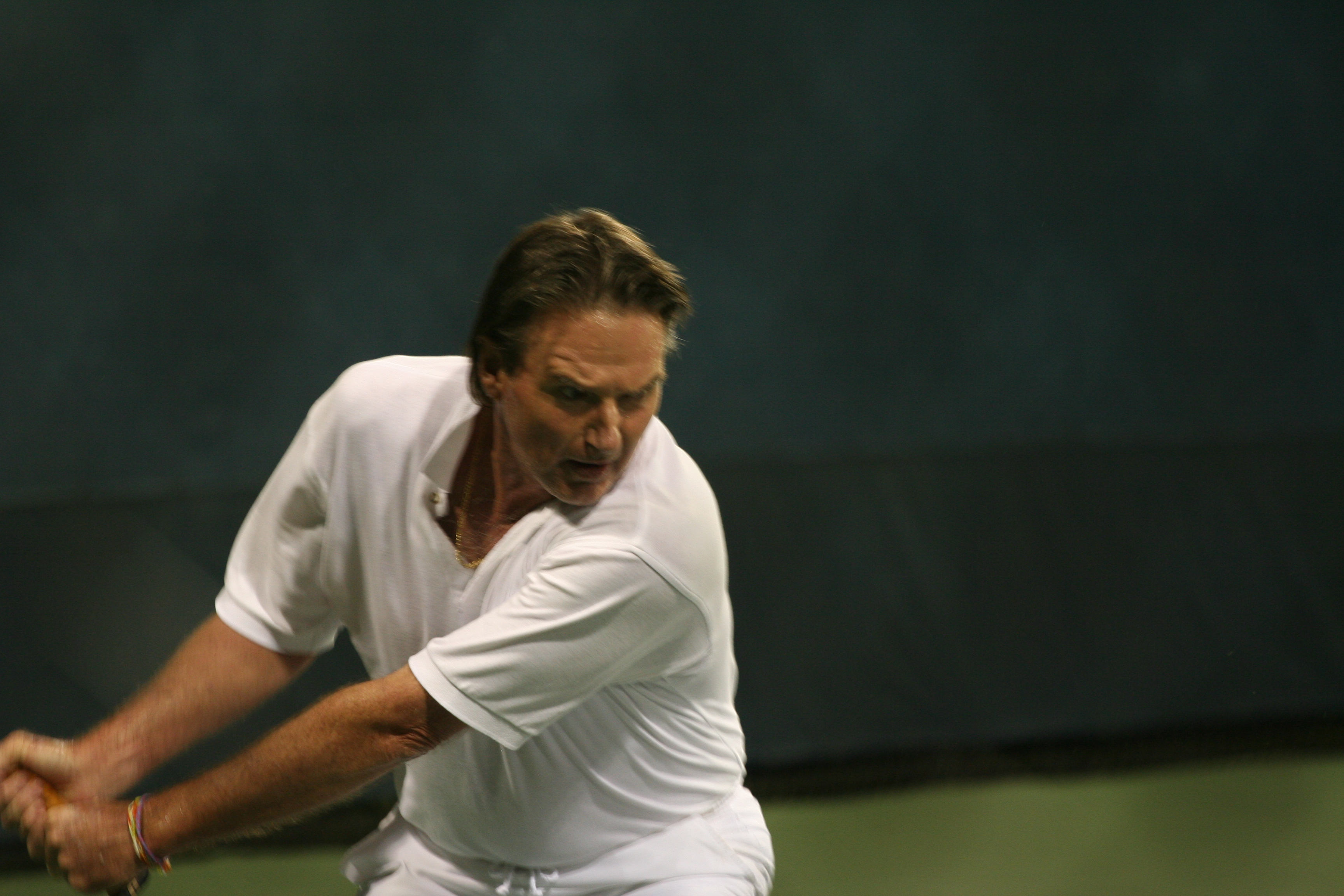
Jimmy Connors vyhrál jako jediný tenista na všech třech površích – trávě, antuce i tvrdém podkladu

Premiérový ročník otevřené éry vyhrál afroamerický tenista Arthur Ashe, po němž byl později nazván hlavní dvorec areálu a největší tenisový kurt na světě Arthur Ashe Stadium. Nadvláda Australanů skončila v roce 1973, kdy druhý titul získal John Newcombe po pětisetové finálové výhře nad československým hráčem Janem Kodešem.
V ročníku 1974 zaznamenal první vítězství mladý Američan Jimmy Connors, jenž deklasoval Rosewalla v nejjednoznačnějším finále tohoto grandslamu po setech 6–1, 6–0 a 6–1. Poté vyhrál další čtyři tituly, když dvakrát porazil Švéda Björna Borga a dvakrát zdolal Ivana Lendla. Zatímco Borg poslední grandslam nikdy nevyhrál poté, co všechna čtyři finálová utkání ztratil, československý tenista Lendl získal v letech 1985, 1986 a 1987 hattrick – tři tituly za sebou. Z dalších pěti finále však odešel poražen. V období 1982–1989 hrál osmkrát v řadě o titul newyorského grandslamu, což představuje rekordní počet v otevřené éře.
V roce 1975 došlo k první změně povrchu – tráva byla na další tři ročníky nahrazena antukou. Změna se odrazila ve výsledcích, když grandslam vyhráli dva antukoví specialisté. V roce 1975 nejdříve zvítězil Španěl Manuel Orantes a roku 1977 také Argentinec Guillermo Vilas. Oba v boji o titul přehráli Connorse. Ten se stal šampiónem v roce 1976. Poté, co roku 1979 došlo ke druhé náhradě povrchu na tvrdý gumoasfaltový potah, následující tři ročníky v ovládl americký bouřlivák John McEnroe. Čtvrtý titul pak přidal ještě v roce 1984. McEnroe se tak stal prvním hráčem otevřené éry a prvním od Tildenových triumfů ve dvacátých letech, jemuž se podařilo získat tři vítězství v řadě. Nejvšestrannějšího tenistu tohoto období představoval Jimmy Connors, jenž jako jediný dokázal vyhrát na všech třech površích – trávě, antuce i tvrdém podkladu. Po jednom titulu si v osmdesátých letech připsali Mats Wilander (1988) a následující sezónu Němec Boris Becker (1989).

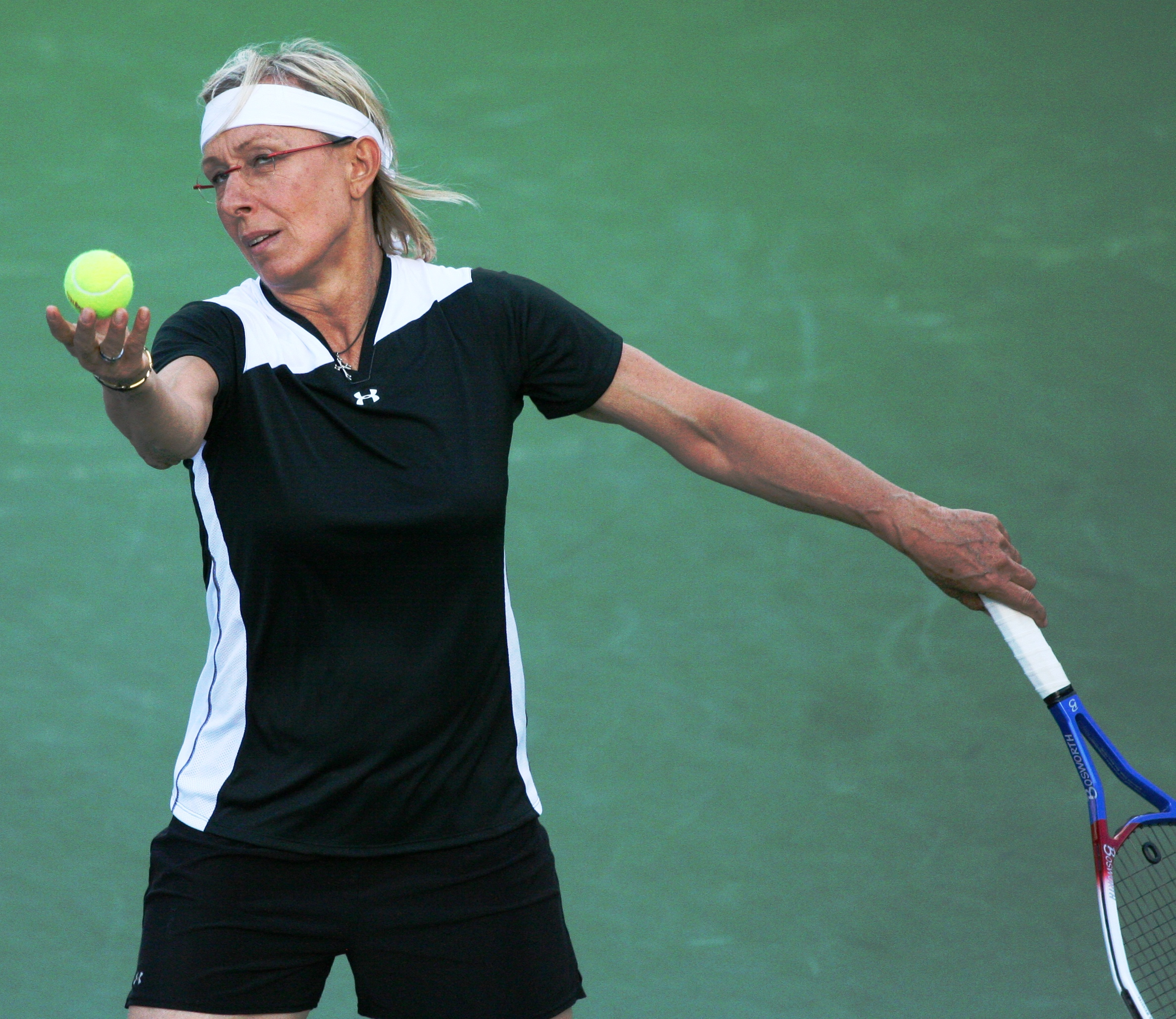
Martina Navrátilová získala celkově 16 titulů (což je absolutní rekord otevřené éry) – z toho 4 singlové, 9 deblových (rekord otevřené éry) a 3 z mixu (rekord otevřené éry, o který se dělí s Courtovou a Kingovou)

V ženské dvouhře první ročník otevřené éry vyhrála Britka Virginia Wadeová. Další tři k celkovým pěti singlovým trofejím doplnila v otevřené éře Margaret Courtová. V období 1973–1976 se čtyřikrát v řadě do finále probojovala Australanka Evonne Goolagongová, které se však nikdy nepodařilo vyhrát. Na přelomu obou období zaznamenala čtyři vítězství Američanka Billie Jean Kingová. V sezóně 1975 zahájila nadvládu další americká tenistka Chris Evertová, která do roku 1978 získala čtyři tituly v řadě, což představuje novodobý rekord, kterého žádná jiná hráčka v otevřené éře nedosáhla. Následně přidala v letech 1980 a 1982 další dvě vítězství, když v obou finále zdolala československou hráčku Hanu Mandlíkovou a se šesti trofejemi se stala nejúspěšnější tenistkou dvouhry na US Open v otevřené éře. Představuje také jedinou tenistku, která získala singlový titul na dvou různých površích – antuce a tvrdém podkladu.
V osmdesátých letech se prosadila Američanka českého původu Martina Navrátilová, která si v období 1983–1987 připsala čtyři výhry, když dvakrát v boji o titul přehrála Evertovou, jednou Češku Sukovou a jednou Němku Grafovou. V roce 1985 její vítěznou sérii přerušila Hana Mandlíková, když ji ve finále porazila poměrem setů 7–6, 1–6 a 7–6. Čechoameričanka Navrátilová odešla z rozhodujícího zápasu o stříbrný pohár čtyřikrát jako poražená finalistka. Dalších 12 trofejí z newyorského grandslamu si odnesla ze soutěží čtyřher (9× vyhrála ve čtyřhře a 3× v mixu). S celkovým počtem 16 trofejí je nejúspěšnější tenistkou US Open v otevřené éře. V roce 1988 svou druhou finálovou účast proměnila Steffi Grafová v triumf, když ve finále zůstala na její raketě argentinská tenistka Gabriela Sabatini. V sezóně 1988 Grafová zkompletovala jako druhá tenistka otevřené éry čistý grandslam ve dvouhře a dominovala také na letních olympijských hrách. Na newyorském grandslamu se poté ze singlového titulu radovala ještě pětkrát.

#### 90. léta – současnost

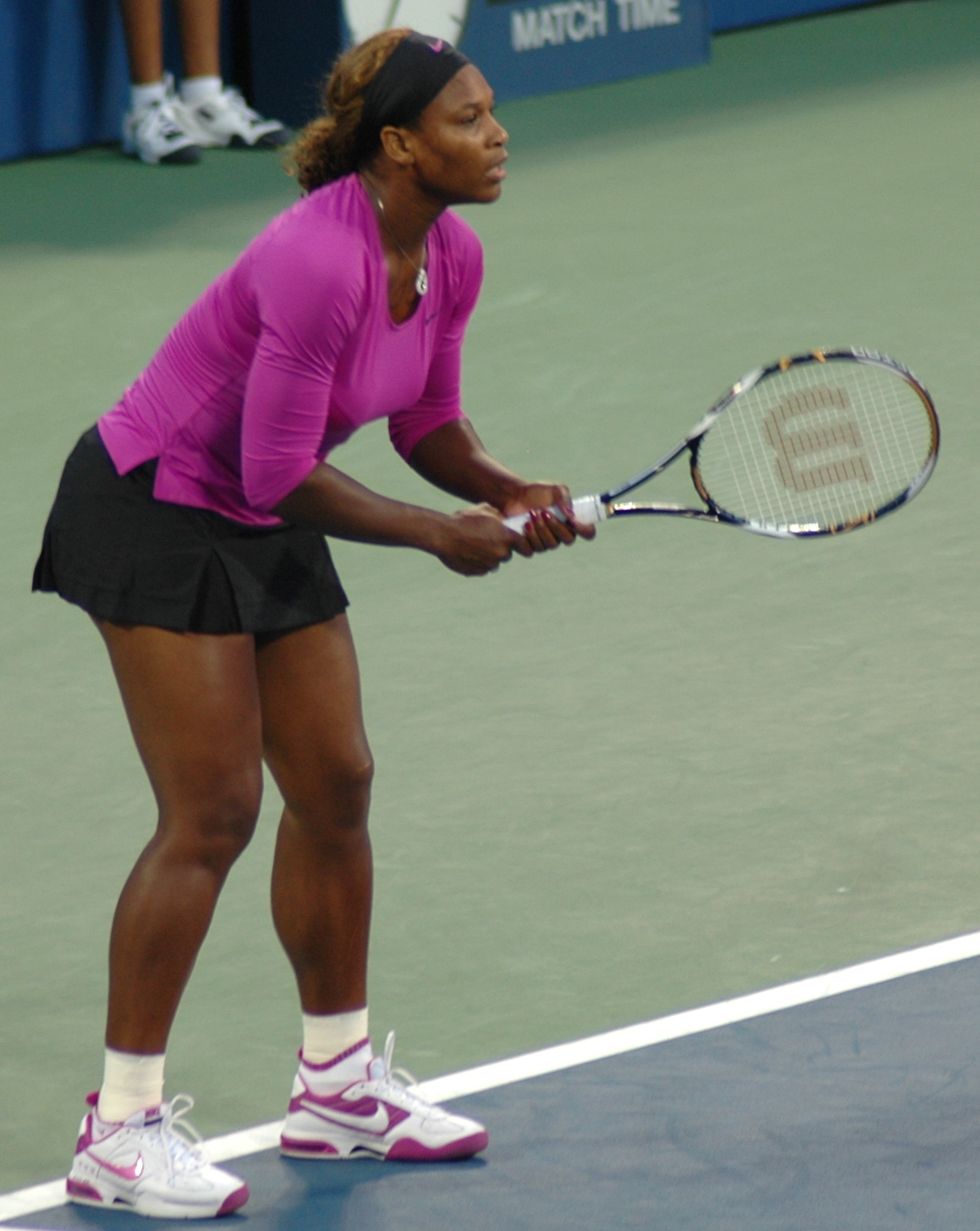
Serena Williamsová triumfovala šestkrát ve dvouhře, dvakrát ve čtyřhře a jednou v mixu

V roce 1990 získal premiérové vítězství Američan Pete Sampras, když ve finále porazil krajana Andreho Agassiho. Poslední pátý titul vyhrál v roce 2002, když v posledním utkání grandslamu opět udolal Agassiho. Andre Agassi si připsal dva triumfy.

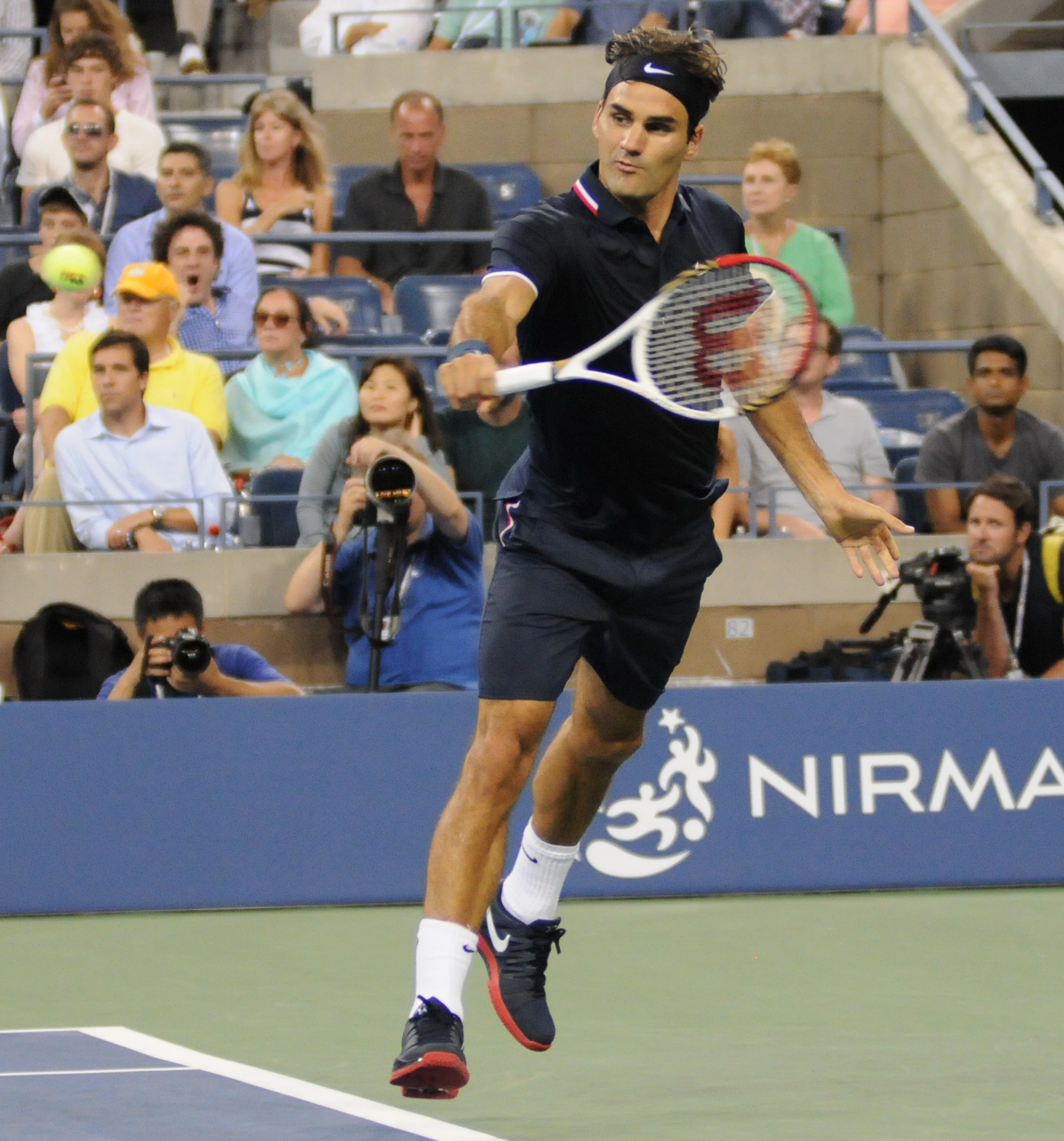
Roger Federer zvítězil pětkrát v řadě

Na přelomu třetího milénia dali vzpomenout na australskou nadvládu Patrick Rafter, jenž se stal šampiónem v letech 1997 a 1998, kdy ve finále přehrál australského krajana Marka Philippoussise, a také světová jednička Lleyton Hewitt. V roce 2001 získal po výhře nad Samprasem jediné vítězství. Pro Američana to byla jedna ze tří porážek v boji o stříbrný pohár. Prvním ruským vítězem dvouhry se v roce 2000 stal Marat Safin.
Jediný grandslamový titul kariéry ve dvouhře vyhrála roku 1990 Argentinka Gabriela Sabatini. Oplatila tím newyorskou porážku starou dva roky německé hráčce Grafové. Následovaly dvě vítězství jugoslávské tenistky Moniky Selešové. Steffi Grafová přidala v průběhu devadesátých let další tři tituly k celkovým pěti, když ve finále dvakrát zdolala Selešovou a v roce 1993 také Sukovou. V dalších třech případech odešla z boje o titul poražena. V roce 1994 skončila na raketě jediné španělské šampiónky v historii dvouhry newyorského grandslamu Arantxy Sánchezové Vicariové.
První titul pro Švýcarsko získala roku 1997 Martina Hingisová, kterou ve finále následujících dvou ročníků porazily Američanky Lindsay Davenportová a mladá nastupující nejlepší tenistka nadcházející dekády Serena Williamsová. V období 1999–2002 si po dvou výhrách rozdělily sestry Serena a Venus Williamsovy. Dominaci z přelomu nového tisíciletí zvýraznily tím, že v letech 2001 a 2002 na sebe narazily až ve finále. Mladší Serena Williamsová pak přidala třetí titul v roce 2008 po výhře nad Srbkou Jankovićovou a čtvrtý v sezóně 2012, když ve finále s běloruskou světovou jedničkou Azarenkovou prohrávala již 3–5 na gamy v třetí rozhodující sadě.
V sezóně 2003 začal kralovat Švýcar Roger Federer, jenž si připsal pět titulů za sebou, nejvíce od dvacátých let předchozího století, kdy šestkrát vyhrál Bill Tilden. V pěti finále švýcarský tenista porazil pět různých tenistů – Hewitta, Agassiho, Roddicka, Djokoviće a Murrayho, než v šestém posledním zápase turnaje roku 2009 narazil na odhodlaného Argentince Juana Martína del Potra. Podlehl mu v pětisetové bitvě a přenechal místo pro další vítěze. V roce 2010 se z titulu radoval Španěl Rafael Nadal po finálové výhře nad Djokovićem, čímž jako sedmý hráč historie zkompletoval kariérní grandslam. Následující sezónu 2011 měl boj o titul stejné složení, ale s opačným výsledkem. První triumf slavila srbská světová jednička Novak Djoković. V roce 2012 pak premiérový grandslam kariéry získal Andy Murray, jenž se stal prvním mužským vítězem grandslamu z Velké Británie od roku 1936, kdy zvítězil Fred Perry.
V roce 2003 triumfovala v belgickém boji o titul Justine Heninová. Poraženou finalistkou se stala její krajanka Kim Clijstersová, která následně vyhrála 22 singlových zápasů v řadě a ve třech ročnících 2005, 2009 a 2010, jichž se zúčastnila, vždy slavila titul. Historicky premiérovou ruskou šampiónkou se v roce 2004 stala Světlana Kuzněcovová, když v posledním utkání turnaje přehrála krajanku Dementěvovou. Druhou ruskou výhru zajistila v sezóně 2006 devatenáctiletá Maria Šarapovová. V roce 2011 titul získala první Australanka od roku 1973. Samantha Stosurová ve finále zdolala favorizovanou Serenu Williamsovou ve dvou sadách a připsala si premiérové grandslamové vítězství. Ženskou dvouhru v letech 2013 a 2014 opanovala Serena Williamsová, čímž dosáhla na šestý turnajový triumf a celkově 18. kariérní grandslam, kterým se vyrovnala Navrátilové a Evertové.
V roce 2025 organizátoři kompletně změnili formát smíšené čtyřhry, pro zvýšení atraktivity soutěže. Z 32 párů snížili startovní pole na polovinu, s osmi dvojicemi podle součtu postavení na žebříčcích dvouhry a osmi divokými kartami. Vyjma finále s klasickými sety bez výhod, se sady počítají do čtyř gamů podle rychlého formátu Fast4. Případný třetí, rozhodující set nadále tvoří 10bodový supertiebreak. Pouze dvoudenní program mixu byl přesunut do týdne kvalifikací a na dva největší stadiony areálu. Výrazně byla navýšena odměna pro vítězný pár, z 200 tisíc na 1 milion dolarů.

## Národní tenisové centrum Billie Jean Kingové

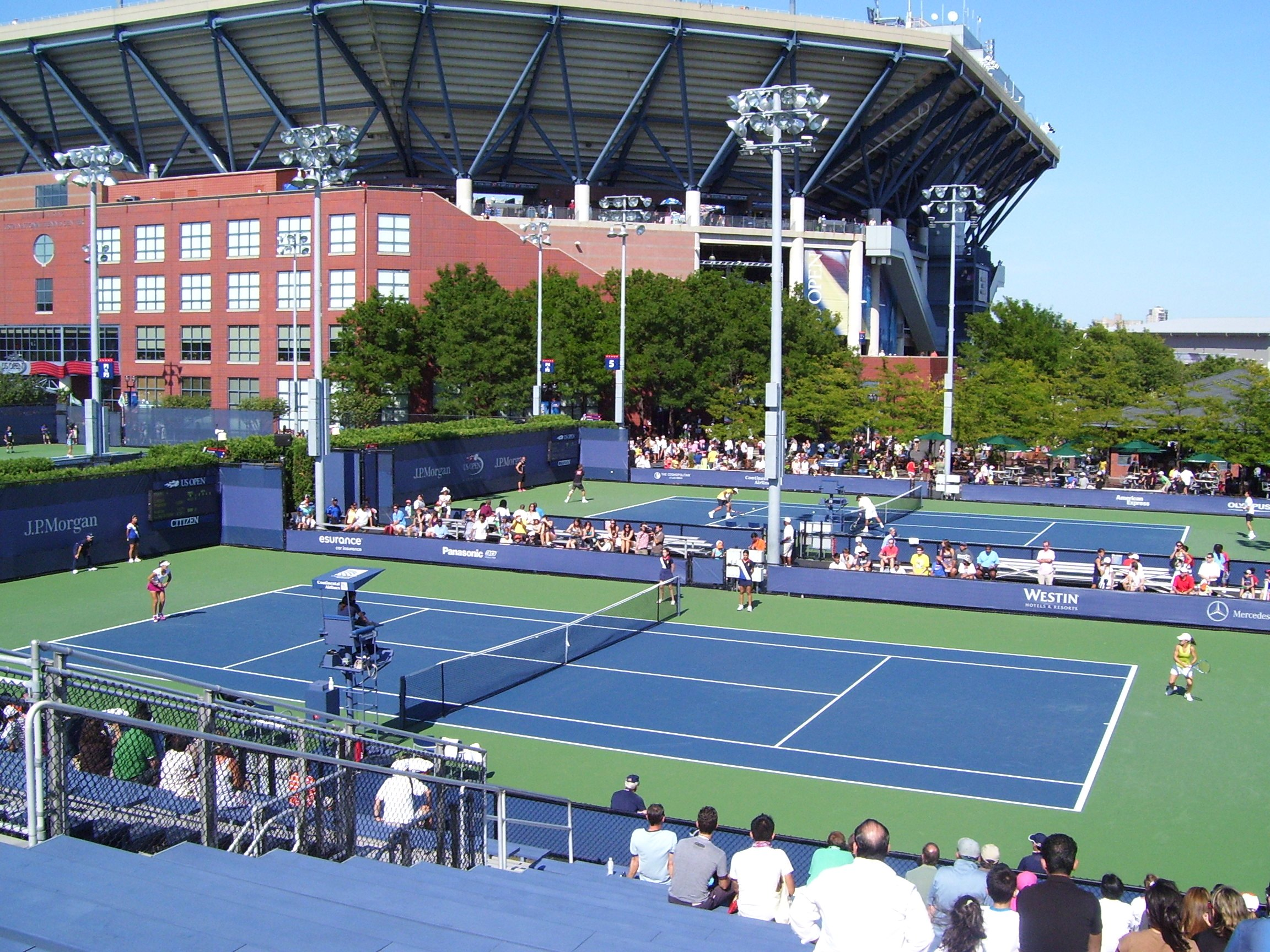
NTC Billie Jean Kingové

Národní tenisové centrum Billie Jean Kingové (anglicky USTA Billie Jean King National Tennis Center) leží v parku Corona Flushing Meadows, který je součástí newyorské čtvrti Queens. Dějištěm US Open se stalo v roce 1978. Obsahuje dvacet dva dvorců s povrchem Laykold a dalších jedenáct tréninkových v přilehlém parku u Východní brány. Čtyřmi stálými stadiony jsou Arthur Ashe Stadium, Louis Armstrong Stadium, Grandstand a Court 17.

### Přehled dvorců
| Dvorce                  | Dvorce                  | kapacita | otevření    |
| ----------------------- | ----------------------- | -------- | ----------- |
| Arthur Ashe Stadium     | Arthur Ashe Stadium     | 23 771   | 1997        |
| Louis Armstrong Stadium | Louis Armstrong Stadium | 14 053   | 2018 (1978) |
| Grandstand Stadium      | Grandstand Stadium      | 8 125    | 2016 (1978) |
| Court 17                | Court 17                | 2 800    | 2011        |

## Návštěvnost
Dvoutýdenní návštěvnost hlavního turnaje.
- 2000: 606 017
- 2001: 639 343
- 2002: 628 738
- 2003: 615 456
- 2004: 631 870
- 2005: 659 538
- 2006: 640 000
- 2007: 715 587
- 2008: 720 227
- 2009: 721 059
- 2010: 712 976
- 2011: 658 664
- 2012: 710 803
- 2013: 713 026
- 2014: 713 642
- 2015: 691 280
- 2016: 688 542
- 2017: 691 143
- 2018: 732 663
- 2019: 737 872
- 2020: 0 (covid-19)[34]
- 2021: 631 134[35]
- 2022: 776 120[36]
- 2023: 799 402[37]
- 2024: 832 640[38]

## Ceny pro vítěze a finanční odměny

### Ceny pro vítěze
Jména vítězů soutěží dvouher jsou vyryta na poháry.
- vítězce ženské dvouhry náleží stříbrný pohár „US Open Trophy“,
- vítězi mužské dvouhry náleží stříbrný pohár „US Open Trophy“.

Všichni vítězové získávají stejně veliké repliky pohárů.

#### Galerie

„US Open Trophy“ mužská dvouhra
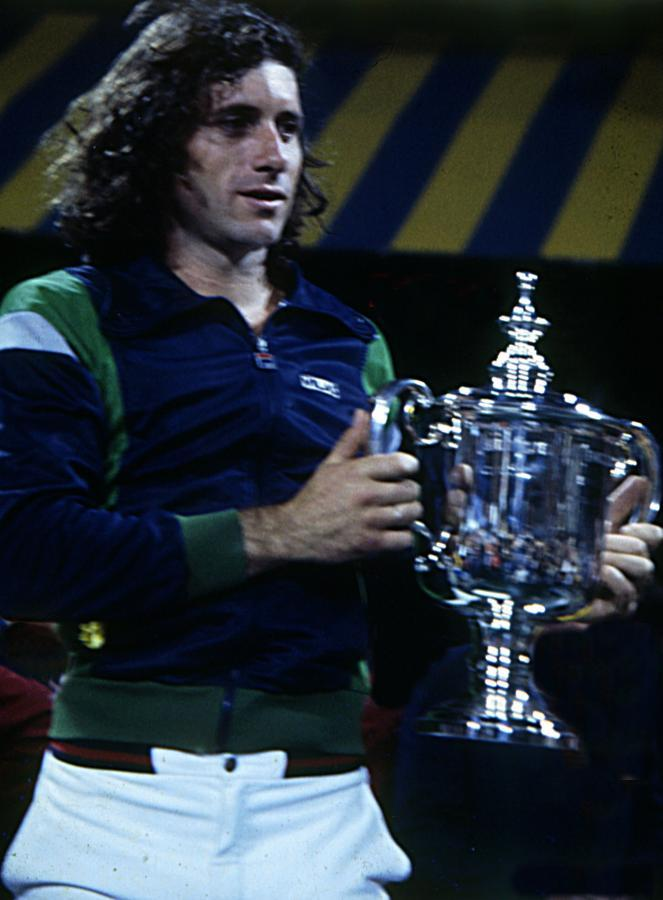
Guillermo Vilas (1977)
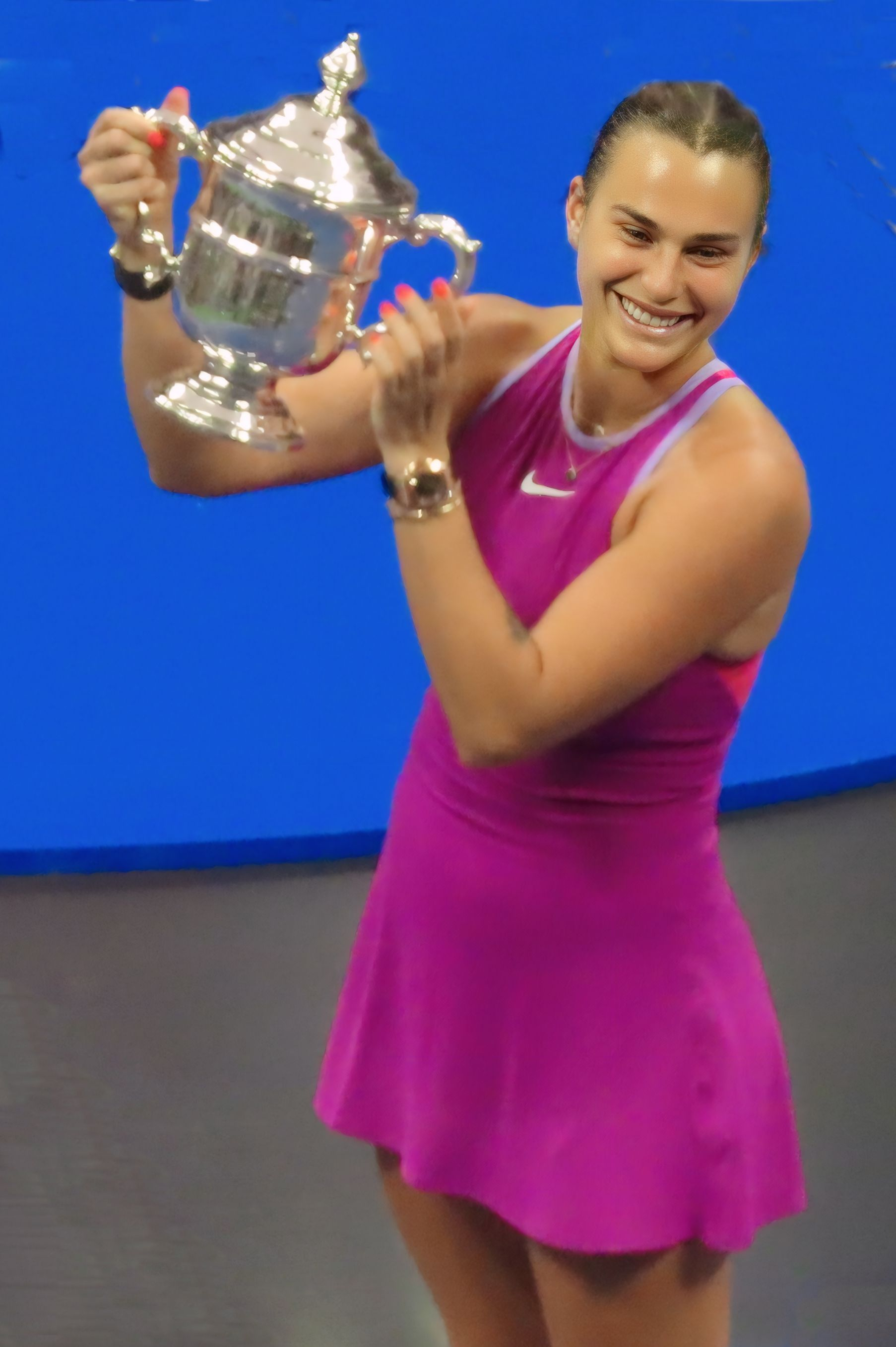
A. Sabalenková (2024)
„US Open Trophy“ ženská dvouhra

## Finanční odměny
Celková dotace US Open 2025 činí 90 000 000 dolarů, což představuje meziroční nárůst o 20 %. Rozpočet hlavních soutěží dvouher dosáhl částky 31 620 000 dolarů. Vyřazení v prvním kole dvouhry obdrží o 10 % více, prémii 110 tisíc dolarů. Skokový nárůst zaznamenaly částky finalistů a vítězů, když se zvýšily o 39 %, na 2,5 milionů a 5 milionů dolarů.
| Soutěž  | vítězové    | finalisté   | semifinalisté | čtvrtfinalisté | 16 v kole | 32 v kole | 64 v kole | 128 v kole | Q3     | Q2     | Q1     |
| ------- | ----------- | ----------- | ------------- | -------------- | --------- | --------- | --------- | ---------- | ------ | ------ | ------ |
| Dvouhry | 5 000 000 $ | 2 500 000 $ | 1 260 000 $   | 660 000 $      | 400 000 $ | 237 000 $ | 154 000 $ | 110 000 $  | 57 200 | 41 800 | 27 500 |
| Čtyřhry | 1 000 000 $ | 500 000 $   | 250 000 $     | 125 000 $      | 75 000 $  | 45 000 $  | 30 000 $  | N/A        | N/A    | N/A    | N/A    |
| Mix     | 1 000 000 $ | 400 000 $   | 200 000 $     | 100 000 $      | 20 000 $  | N/A       | N/A       | N/A        | N/A    | N/A    | N/A    |

Vysvětlivky
1. 1 2 3  Poražení v 1.–3. kole kvalifikace
2. 1 2  Částky v soutěžích čtyřher jsou uvedeny na pár.

## Bodové hodnocení
Tabulka uvádí zisk bodů do žebříčku mužů (ATP) a žen (WTA).
| Soutěž       | vítězové | finalisté | semifinalisté | čtvrtfinalisté | 16 v kole | 32 v kole | 64 v kole | 128 v kole | QV | Q3 | Q2 | Q1 |
| ------------ | -------- | --------- | ------------- | -------------- | --------- | --------- | --------- | ---------- | -- | -- | -- | -- |
| Dvouhra mužů | 2000     | 1300      | 800           | 400            | 200       | 100       | 50        | 10         | 30 | 16 | 8  | 0  |
| Čtyřhra mužů | 2000     | 1200      | 720           | 360            | 180       | 90        | 0         | —          | —  | —  | —  | —  |
| Dvouhra žen  | 2000     | 1300      | 780           | 430            | 240       | 130       | 70        | 10         | 40 | 30 | 20 | 2  |
| Čtyřhra žen  | 2000     | 1300      | 780           | 430            | 240       | 130       | 10        | —          | —  | —  | —  | —  |

Vysvětlivky
1. ↑  Vítěz kvalifikačního kola postupující do dvouhry. Kvalifikantům se v případě prohry v prvním kole dvouhry započetla vyšší hodnota bodů za výhru v kvalifikaci namísto bodů určených pro poražené v úvodu dvouhry.
2. 1 2 3  Poražení v 1.–3. kole kvalifikace

## Vítězové 2024

### Galerie vítězů

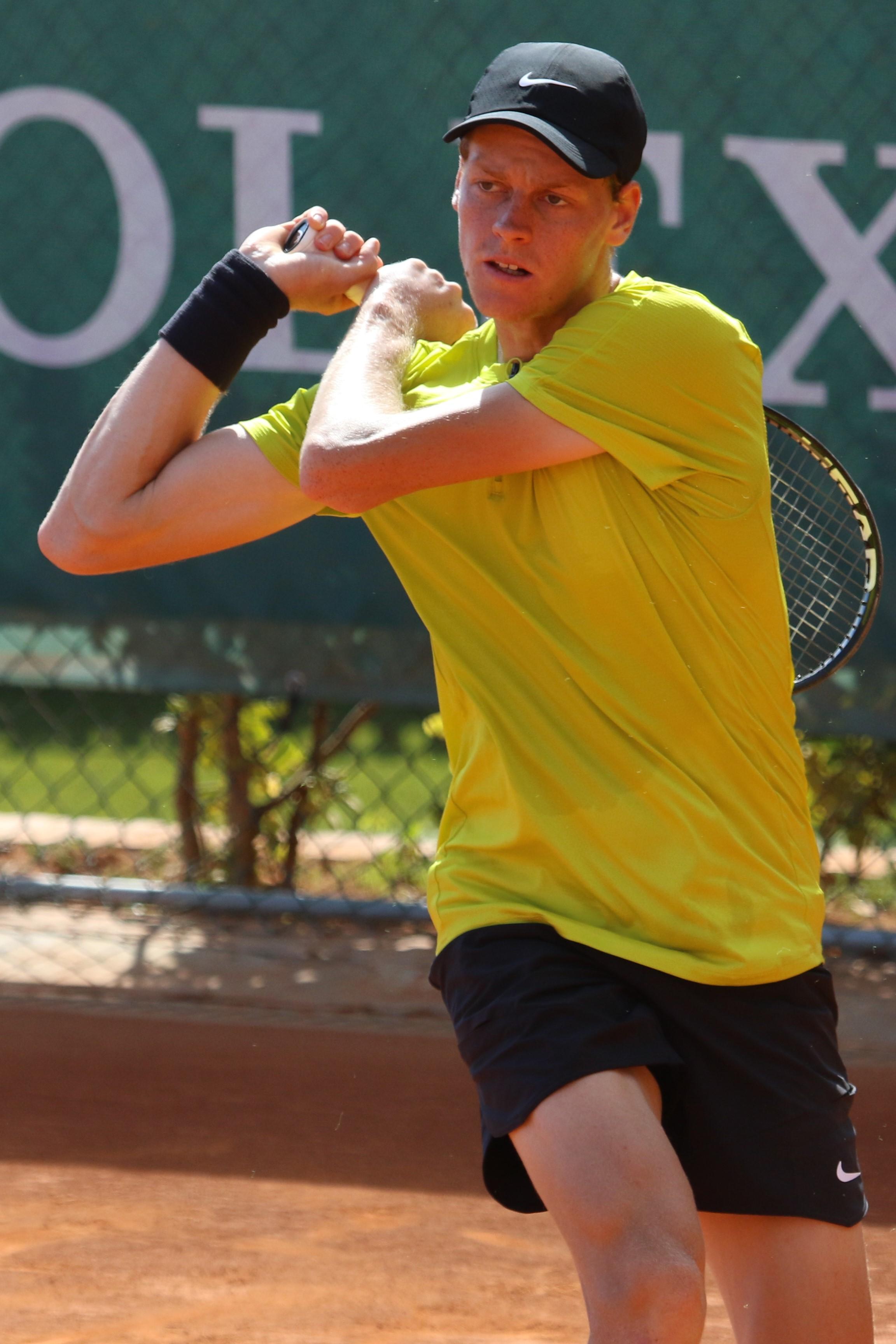
Jannik Sinner mužská dvouhra
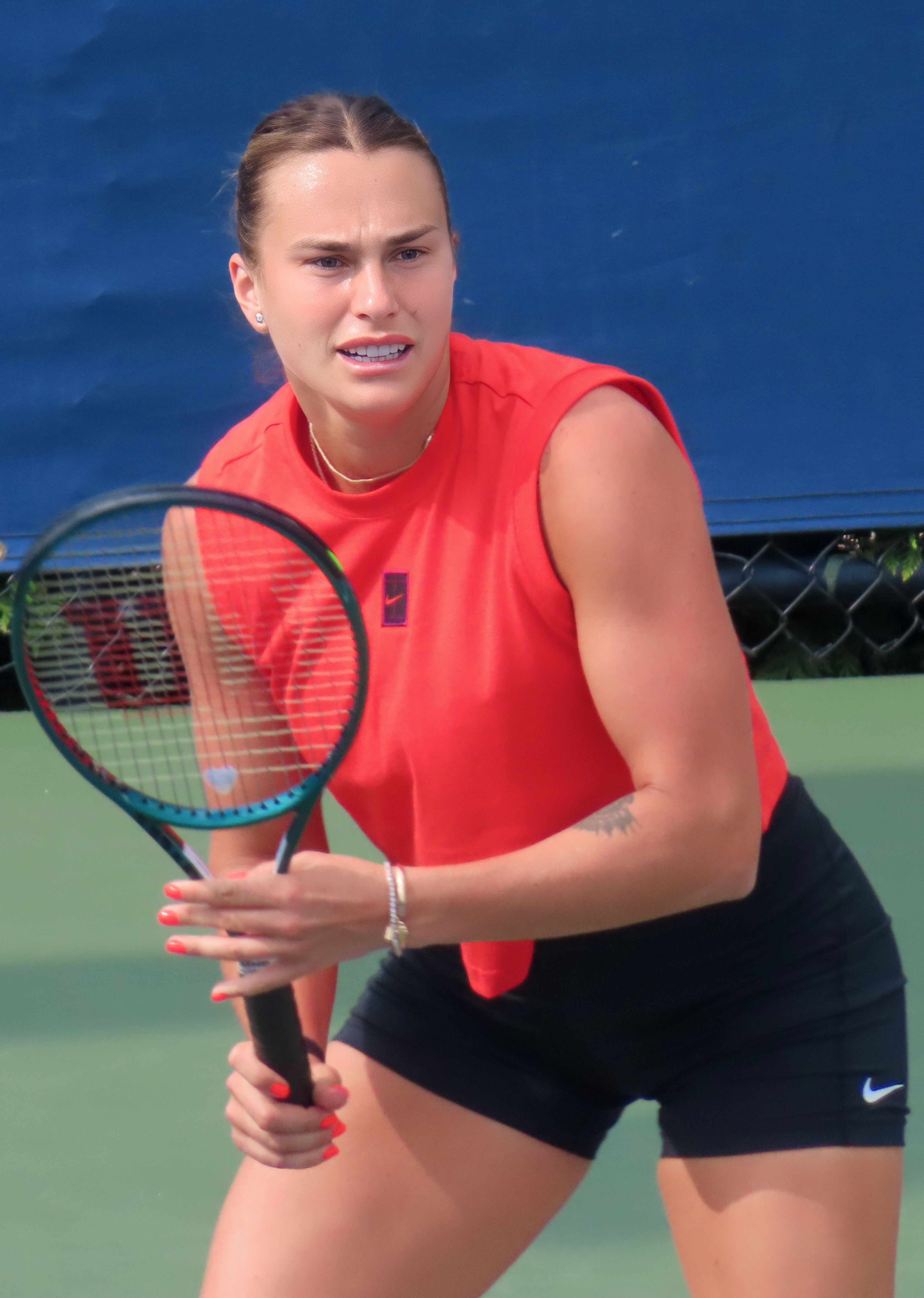
Aryna Sabalenková ženská dvouhra
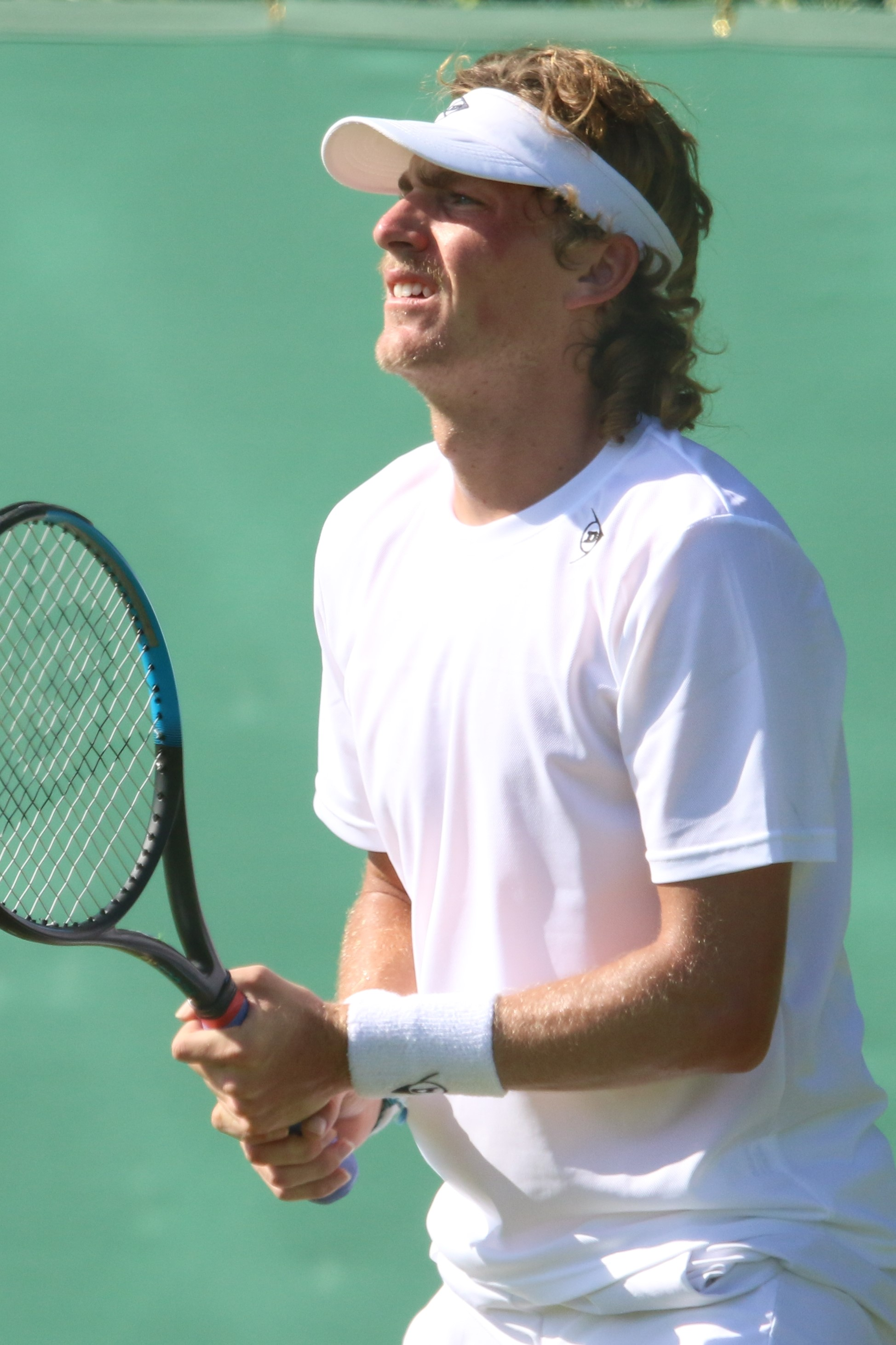
Max Purcell mužská čtyřhra
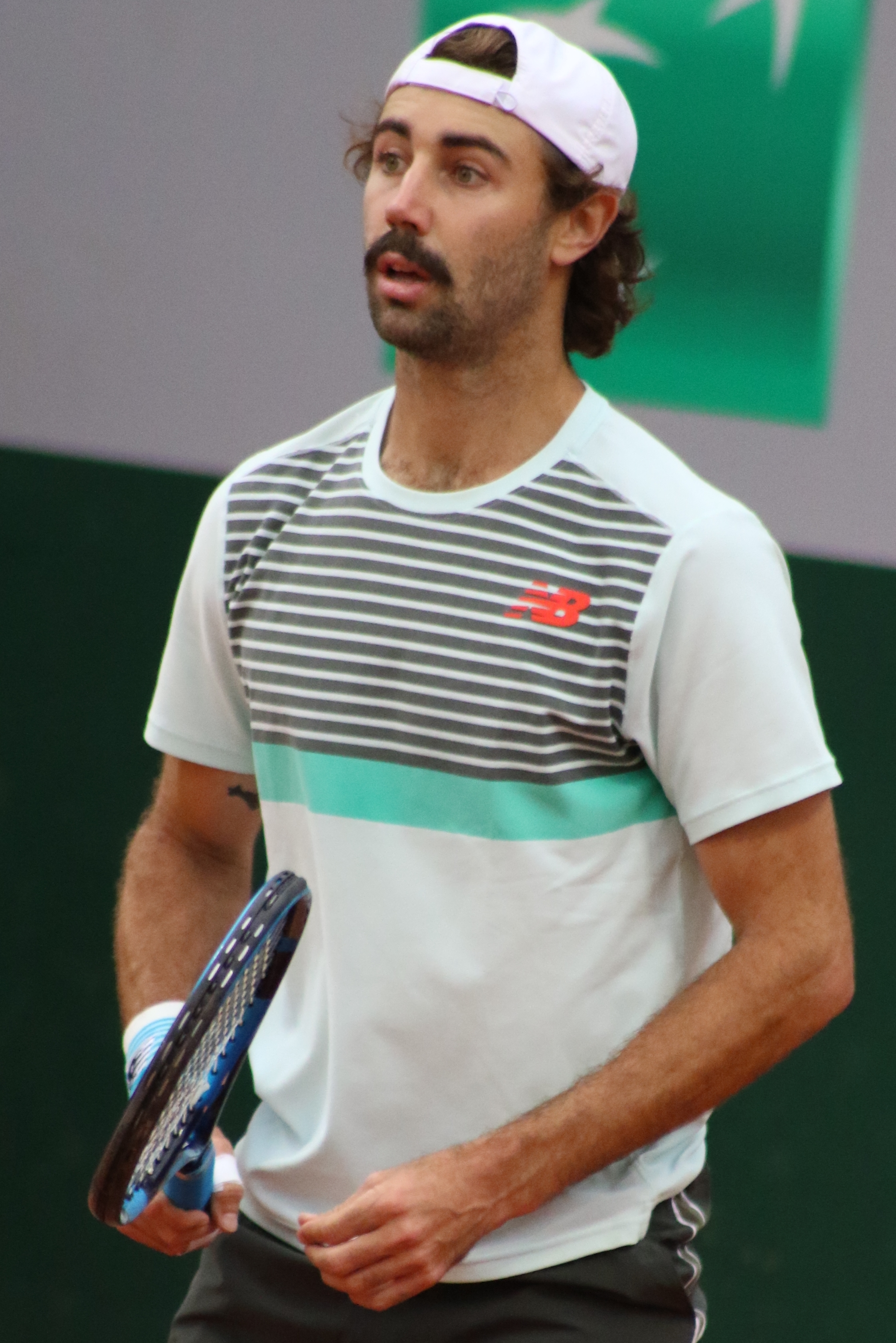
Jordan Thompson mužská čtyřhra
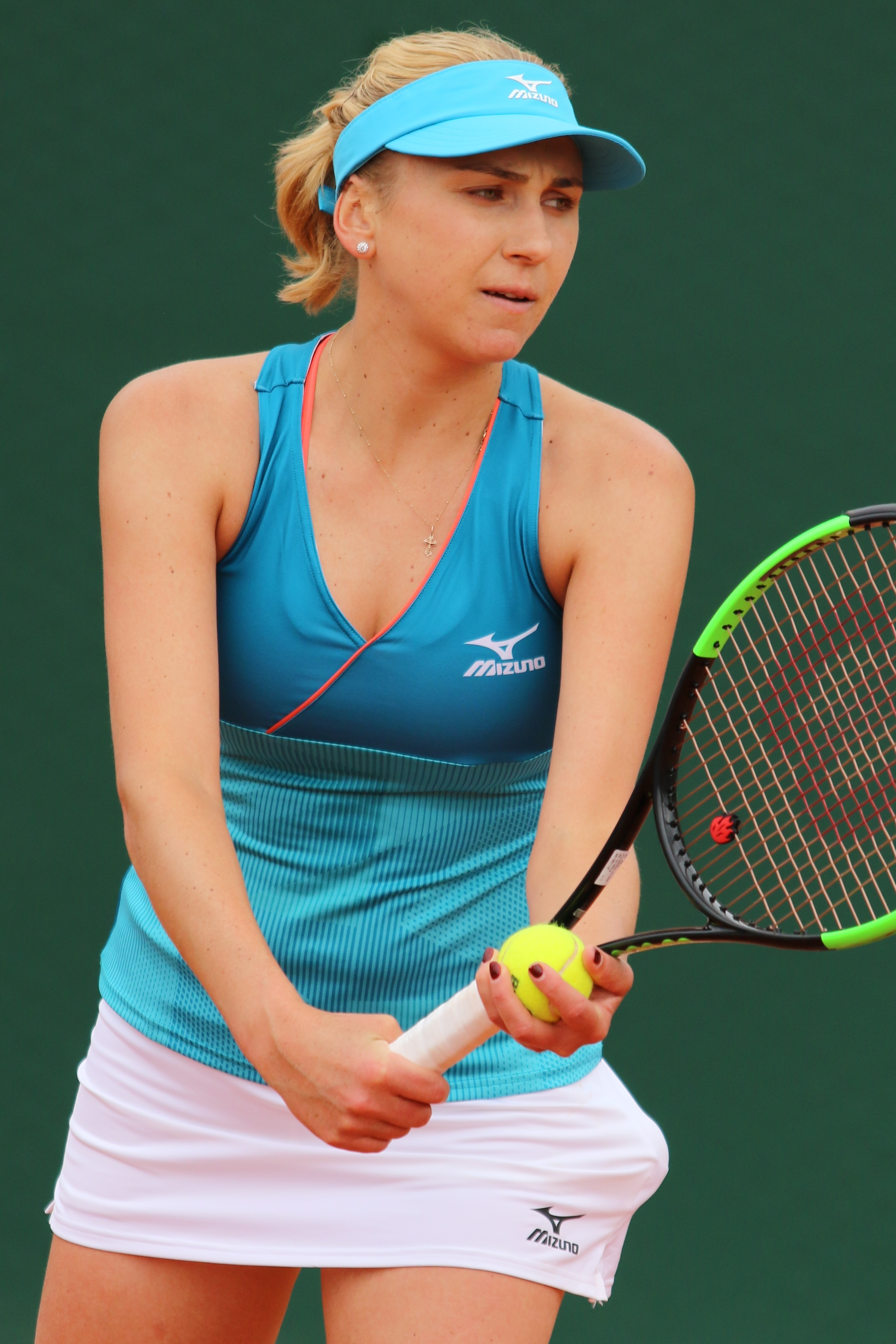
Ljudmyla Kičenoková ženská čtyřhra
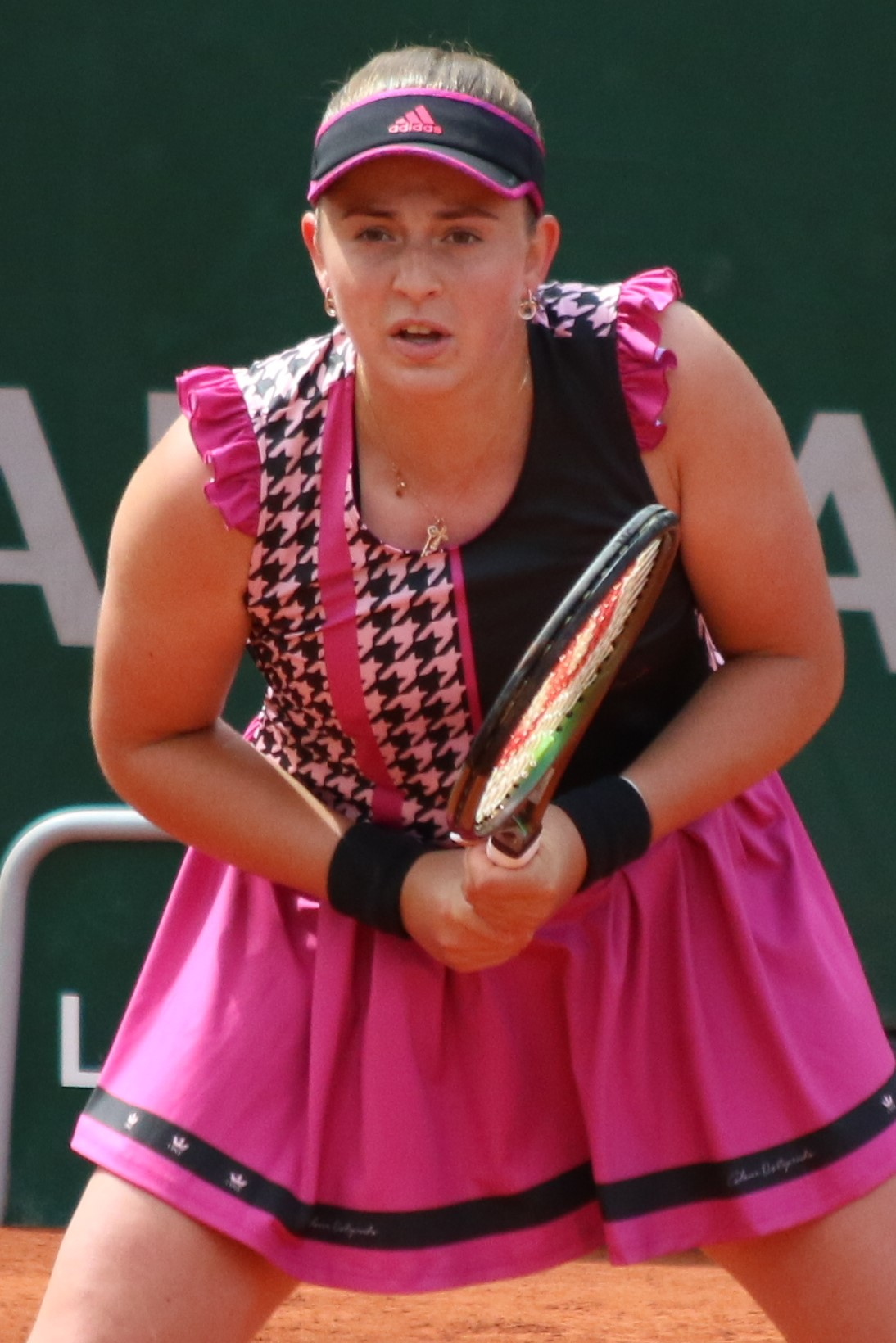
Jeļena Ostapenková ženská čtyřhra
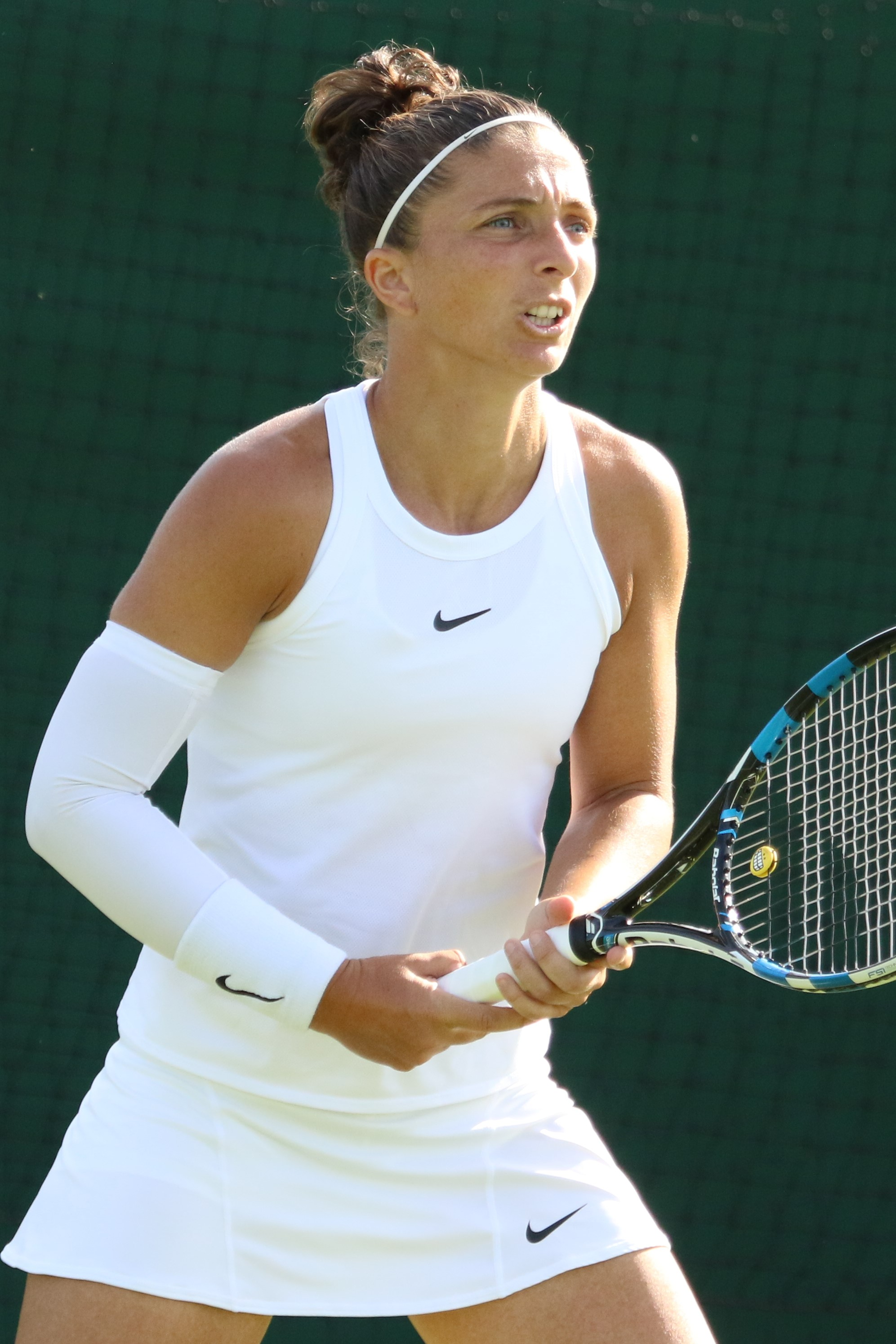
Sara Erraniová smíšená čtyřhra
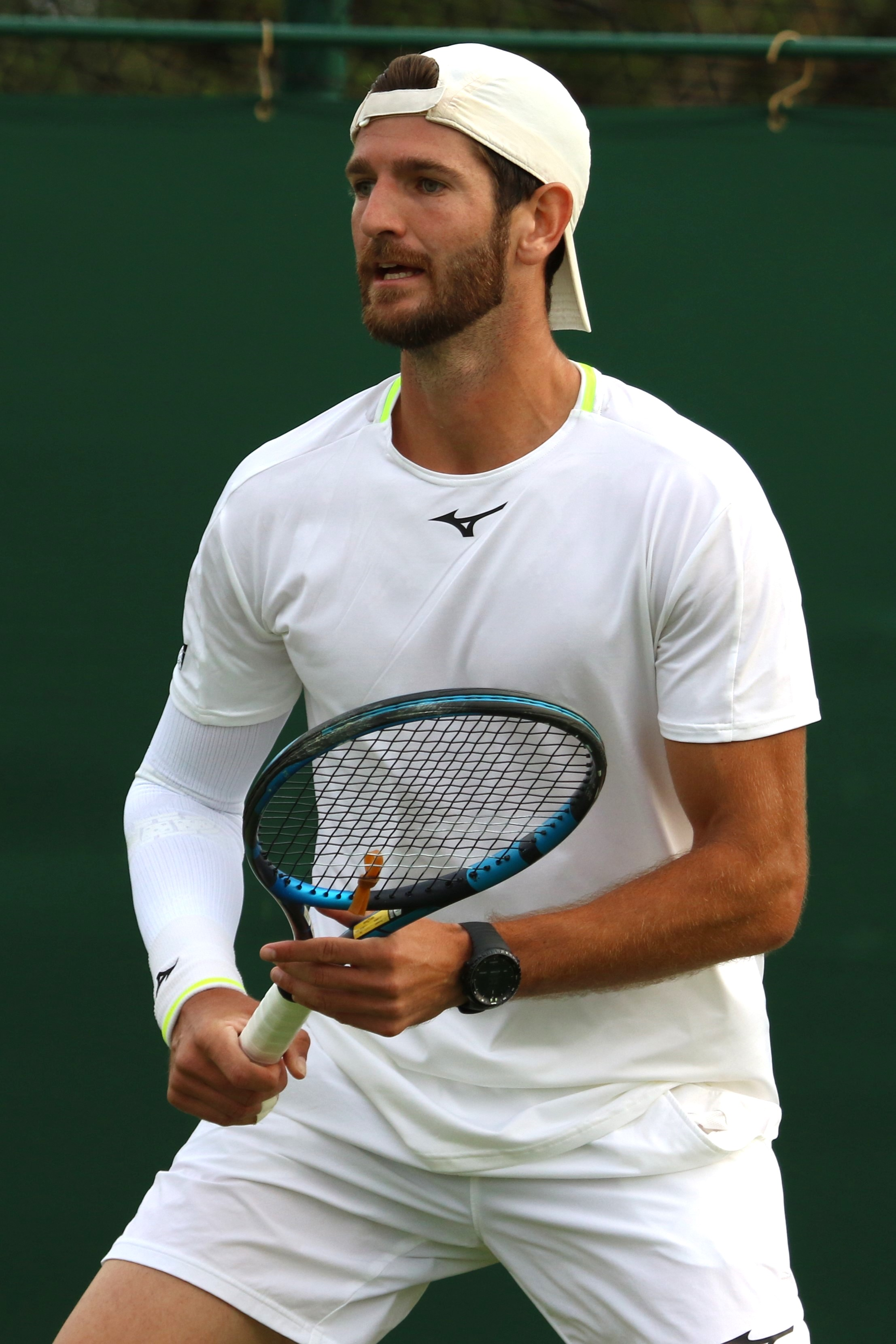
Andrea Vavassori smíšená čtyřhra

### Finále soutěží
| Vítězové a finalisté US Open 2024 | Vítězové a finalisté US Open 2024      | Vítězové a finalisté US Open 2024 | Vítězové a finalisté US Open 2024 |
| Soutěž                            | Vítězové                               | Finalisté                         | Výsledek                          |
| --------------------------------- | -------------------------------------- | --------------------------------- | --------------------------------- |
| Mužská dvouhra                    | Jannik Sinner                          | Taylor Fritz                      | 6–3, 6–4, 7–5                     |
| Ženská dvouhra                    | Aryna Sabalenková                      | Jessica Pegulaová                 | 7–5, 7–5                          |
| Mužská čtyřhra                    | Max Purcell Jordan Thompson            | Kevin Krawietz Tim Pütz           | 6–4, 7–6(7–4)                     |
| Ženská čtyřhra                    | Ljudmyla Kičenoková Jeļena Ostapenková | Kristina Mladenovicová Čang Šuaj  | 6–4, 6–3                          |
| Smíšená čtyřhra                   | Sara Erraniová Andrea Vavassori        | Taylor Townsendová Donald Young   | 7–6(7–0), 7–5                     |

## Přehled rekordů

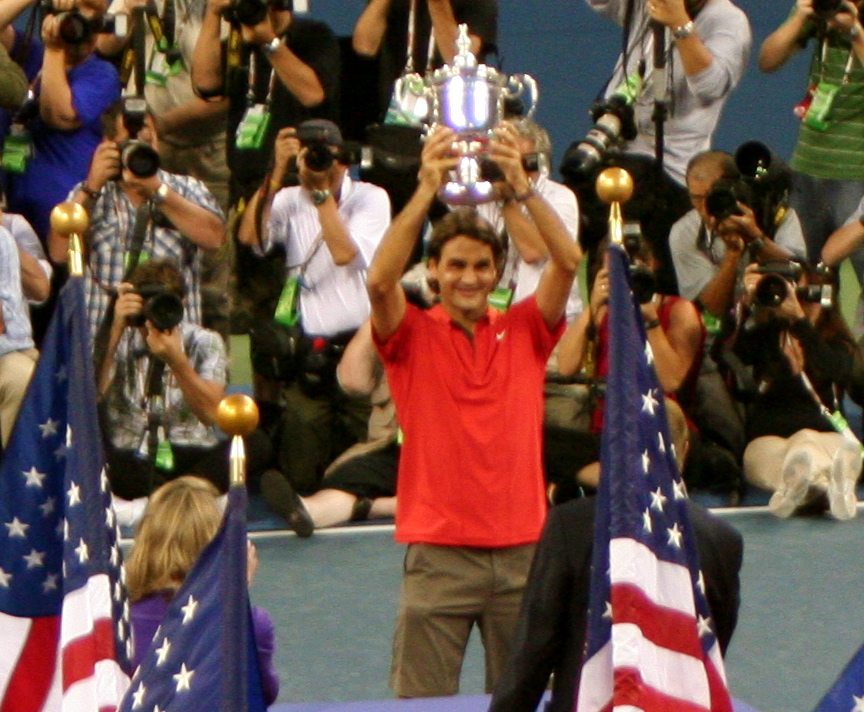
Roger Federer – vítěz 2008

| Rekord                                                     | Éra                                                       | Tenista                                     | Počet                                              | Roky |
| ---------------------------------------------------------- | --------------------------------------------------------- | ------------------------------------------- | -------------------------------------------------- | --- |
| Muži od roku 1881                                          |                                                           |                                             |                                                    | |
| Nejvíce titulů ve dvouhře                                  | do 1967                                                   | Richard Sears William Larned Bill Tilden    | 7                                                  | 1881, 1882, 1883, 1884, 1885, 1886, 1887 1901, 1902, 1907, 1908, 1909, 1910, 1911 1920, 1921, 1922, 1923, 1924, 1925, 1929 |

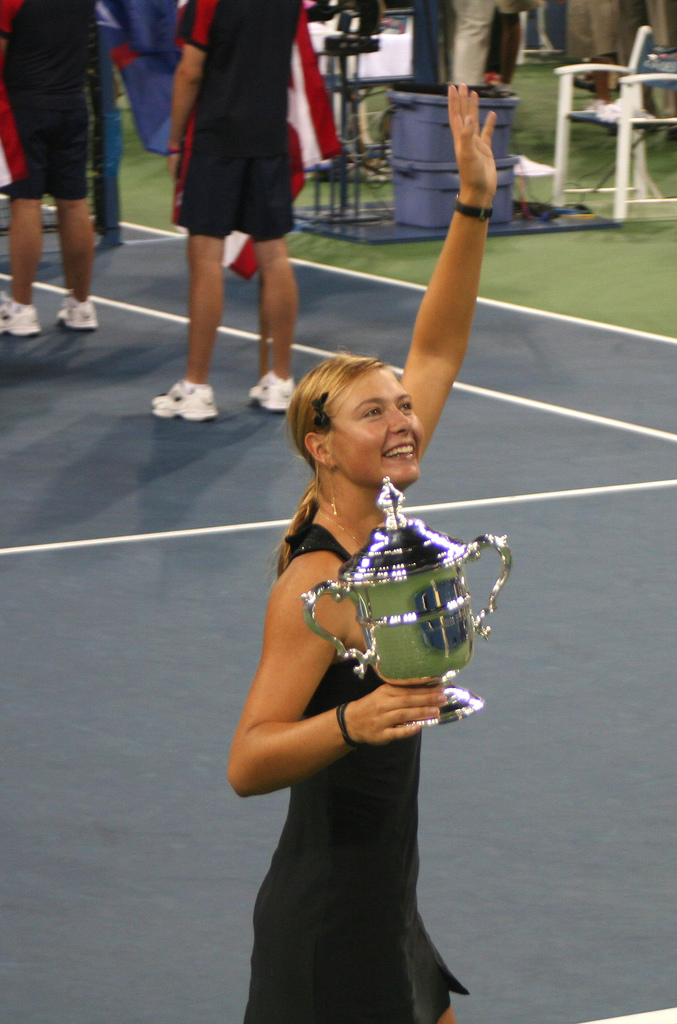
Maria Šarapovová – vítězka 2006

| Nejvíce titulů ve dvouhře                                  | od 1968                                                   | Jimmy Connors Pete Sampras Roger Federer    | 5                                                  | 1974, 1976, 1978, 1982, 1983 1990, 1993, 1995, 1996, 2002 2004, 2005, 2006, 2007, 2008                                     |
| Nejvíce titulů ve dvouhře v řadě                           | do 1967                                                   | Richard Sears                               | 7                                                  | 1881, 1882, 1883, 1884, 1885, 1886, 1887                                                                                   |
| Nejvíce titulů ve dvouhře v řadě                           | od 1968                                                   | Roger Federer                               | 5                                                  | 2004, 2005, 2006, 2007, 2008                                                                                               |
| Nejvíce titulů ve čtyřhře                                  | do 1967                                                   | Richard Sears James Dwight Holcombe Ward    | 6                                                  | 1882, 1883, 1884, 1885, 1886, 1887 1882, 1883, 1884, 1885, 1886, 1887 1899, 1900, 1901, 1904, 1905, 1906                   |
| Nejvíce titulů ve čtyřhře                                  | od 1968                                                   | Mike Bryan                                  | 6                                                  | 2005, 2008, 2010, 2012, 2014, 2018                                                                                         |
| Nejvíce titulů ve čtyřhře v řadě                           | do 1967                                                   | Richard Sears James Dwight                  | 6                                                  | 1882, 1883, 1884, 1885, 1886, 1887 1882, 1883, 1884, 1885, 1886, 1887                                                      |
| Nejvíce titulů ve čtyřhře v řadě                           | od 1968                                                   | Roger Taylor Todd Woodbridge Mark Woodforde | 2                                                  | 1971, 1972 1995, 1996 |
| Nejvíce titulů v mixu mezi muži                            | do 1967                                                   | Bill Tilden Bill Talbert                    | 4                                                  | 1913, 1914, 1922, 1923 1943, 1944, 1945, 1946                                                                              |
| Nejvíce titulů v mixu mezi muži                            | od 1968                                                   | Marty Riessen Bob Bryan                     | 4                                                  | 1969, 1970, 1972, 1980 2003, 2004, 2006, 2010                                                                              |
| Nejvíce titulů celkově mezi muži (dvouhra, čtyřhra, mix)   | do 1967                                                   | Bill Tilden                                 | 16                                                 | 1913–1929 (7 dvouhra, 5 čtyřhra, 4 mix)                                                                                    |
| Nejvíce titulů celkově mezi muži (dvouhra, čtyřhra, mix)   | od 1968                                                   | Bob Bryan                                   | 9                                                  | 2003–2014 (5 čtyřhra, 4 mix)                                                                                               |
| Ženy od roku 1887                                          |                                                           |                                             |                                                    | |
| Nejvíce titulů ve dvouhře                                  | do 1967                                                   | / Molla Malloryová                          | 8                                                  | 1915, 1916, 1917, 1918, 1920, 1921, 1922, 1926                                                                             |
| Nejvíce titulů ve dvouhře                                  | od 1968                                                   | Chris Evertová Serena Williamsová           | 6                                                  | 1975, 1976, 1977, 1978, 1980, 1982 1999, 2002, 2008, 2012, 2013, 2014                                                      |
| Nejvíce titulů ve dvouhře v řadě                           | do 1967                                                   | / Molla Malloryová Helen Jacobsová          | 4                                                  | 1915, 1916, 1917, 1918 1932, 1933, 1934, 1935                                                                              |
| Nejvíce titulů ve dvouhře v řadě                           | od 1968                                                   | Chris Evertová                              | 4                                                  | 1975, 1976, 1977, 1978 |
| Nejvíce titulů ve čtyřhře                                  | do 1967                                                   | Margaret Osborne duPontová                  | 13                                                 | 1941, 1942, 1943, 1944, 1945, 1946, 1947, 1948, 1949, 1950, 1955, 1956, 1957                                               |
| Nejvíce titulů ve čtyřhře                                  | od 1968                                                   | Martina Navrátilová                         | 9                                                  | 1977, 1978, 1980, 1983, 1984, 1986, 1987, 1989, 1990                                                                       |
| Nejvíce titulů ve čtyřhře v řadě                           | do 1967                                                   | Margaret Osborne duPontová                  | 10                                                 | 1941, 1942, 1943, 1944, 1945, 1946, 1947, 1948, 1949, 1950                                                                 |
| Nejvíce titulů ve čtyřhře v řadě                           | od 1968                                                   | Virginia Ruano Pascualová Paola Suárezová   | 3                                                  | 2002, 2003, 2004 2002, 2003, 2004                                                                                          |
| Nejvíce titulů v mixu mezi ženami                          |                                                           |                                             |                                                    | |
| do 1967                                                    | Margaret Osborne duPontová                                | 8                                           | 1943, 1944, 1945, 1946, 1950, 1958, 1959, 1960     | |
| od 1968                                                    | Margaret Courtová Billie Jean Kingová Martina Navrátilová | 3                                           | 1969, 1970, 1972 1971, 1973, 1976 1985, 1987, 2006 | |
| Nejvíce titulů celkově mezi ženami (dvouhra, čtyřhra, mix) |                                                           |                                             |                                                    | |
| do 1967                                                    | Margaret Osborne duPontová                                | 25                                          | 1941–1960 (3 dvouhra, 13 čtyřhra, 9 mix)           | |
| od 1968                                                    | Martina Navrátilová                                       | 16                                          | 1977–2006 (4 dvouhra, 9 čtyřhra, 3 mix)            | |

| Rekord                                 | Soutěž      | Tenista                                              | Popis rekordu                           |                                         |
| -------------------------------------- | ----------- | ---------------------------------------------------- | --------------------------------------- | --------------------------------------- |
| Nejmladší vítězové dvouhry             | muži        | Pete Sampras                                         | 19 let a 28 dní (1990)                  | 19 let a 28 dní (1990)                  |
| Nejmladší vítězové dvouhry             | ženy        | Tracy Austinová                                      | 16 let, 8 měsíců a 28 dní (1979)        | 16 let, 8 měsíců a 28 dní (1979)        |
| Nejstarší vítězové dvouhry             | muži        | William Larned                                       | 38 let, 8 měsíců a 3 dny (1911)         |                                         |
| Nejstarší vítězové dvouhry             | ženy        | Molla Malloryová                                     | 42 let, 5 měsíců a 27 dní (1926)        | 42 let, 5 měsíců a 27 dní (1926)        |
| Nejkratší dohraný zápas v otevřené éře | muži        | Roger Federer David Goffin                           | 6–2, 6–2, 6–0; 1:19 (2019)              |                                         |
| Nejkratší dohraný zápas v otevřené éře | ženy        | Serena Williamsová Wang Čchiang                      | 6–1, 6–0; 44 min (2019)                 | 6–1, 6–0; 44 min (2019)                 |
| Nenasazení vítězové                    | muži        | Andre Agassi                                         | 1994                                    | 1994                                    |
| Nenasazení vítězové                    | ženy        | Kim Clijstersová Sloane Stephensová Emma Raducanuová | 2009 2017 2021                          | 2009 2017 2021                          |
| Vítěz hrající kvalifikaci              | bez rozdílu | Emma Raducanuová                                     | 2021                                    | 2021                                    |
| Nejdelší zápas                         | bez rozdílu | Dan Evans Karen Chačanov                             | 5:35 hod 6–7, 7–6, 7–6, 4–6, 6–4 (2024) | 5:35 hod 6–7, 7–6, 7–6, 4–6, 6–4 (2024) |
| Nejpozději skončený zápas              | bez rozdílu | Carlos Alcaraz Jannik Sinner                         | 2.50 hod EST (2022)                     | 2.50 hod EST (2022)                     |
| Nejvíce vyhraných zápasů dvouhry       | muži        | Jimmy Connors                                        | 98 (1970–1989, 1991–1992)               | 98 (1970–1989, 1991–1992)               |
| Nejvíce vyhraných zápasů dvouhry       | ženy        | Chris Evertová                                       | 101 (1971–1989)                         | 101 (1971–1989)                         |

### Nejvíce titulů v otevřené éře
| Tenista             | Stát           | Počet | Rok                                |
| ------------------- | -------------- | ----- | ---------------------------------- |
| Mužská dvouhra      |                |       |                                    |
| Pete Sampras        | Spojené státy  | 5     | 1990, 1993, 1995, 1996, 2002       |
| Jimmy Connors       | Spojené státy  | 5     | 1974, 1976, 1978, 1982, 1983       |
| Roger Federer       | Švýcarsko      | 5     | 2004, 2005, 2006, 2007, 2008       |
| John McEnroe        | Spojené státy  | 4     | 1979, 1980, 1981, 1984             |
| Rafael Nadal        | Španělsko      | 4     | 2010, 2013, 2017, 2019             |
| Novak Djoković      | Srbsko         | 4     | 2011, 2015, 2018, 2023             |
| Ivan Lendl          | Československo | 3     | 1985, 1986, 1987                   |
| Ženská dvouhra      |                |       |                                    |
| Chris Evertová      | Spojené státy  | 6     | 1975, 1976, 1977, 1978, 1980, 1982 |
| Serena Williamsová  | Spojené státy  | 6     | 1999, 2002, 2008, 2012, 2013, 2014 |
| Steffi Grafová      | Německo        | 5     | 1988, 1989, 1993, 1995, 1996       |
| Martina Navrátilová | Spojené státy  | 4     | 1983, 1984, 1986, 1987             |
| Margaret Courtová   | Austrálie      | 3     | 1969, 1970, 1973                   |
| Billie Jean Kingová | Spojené státy  | 3     | 1971, 1972, 1974                   |
| Kim Clijstersová    | Belgie         | 3     | 2005, 2009, 2010                   |

## Československá a česká stopa

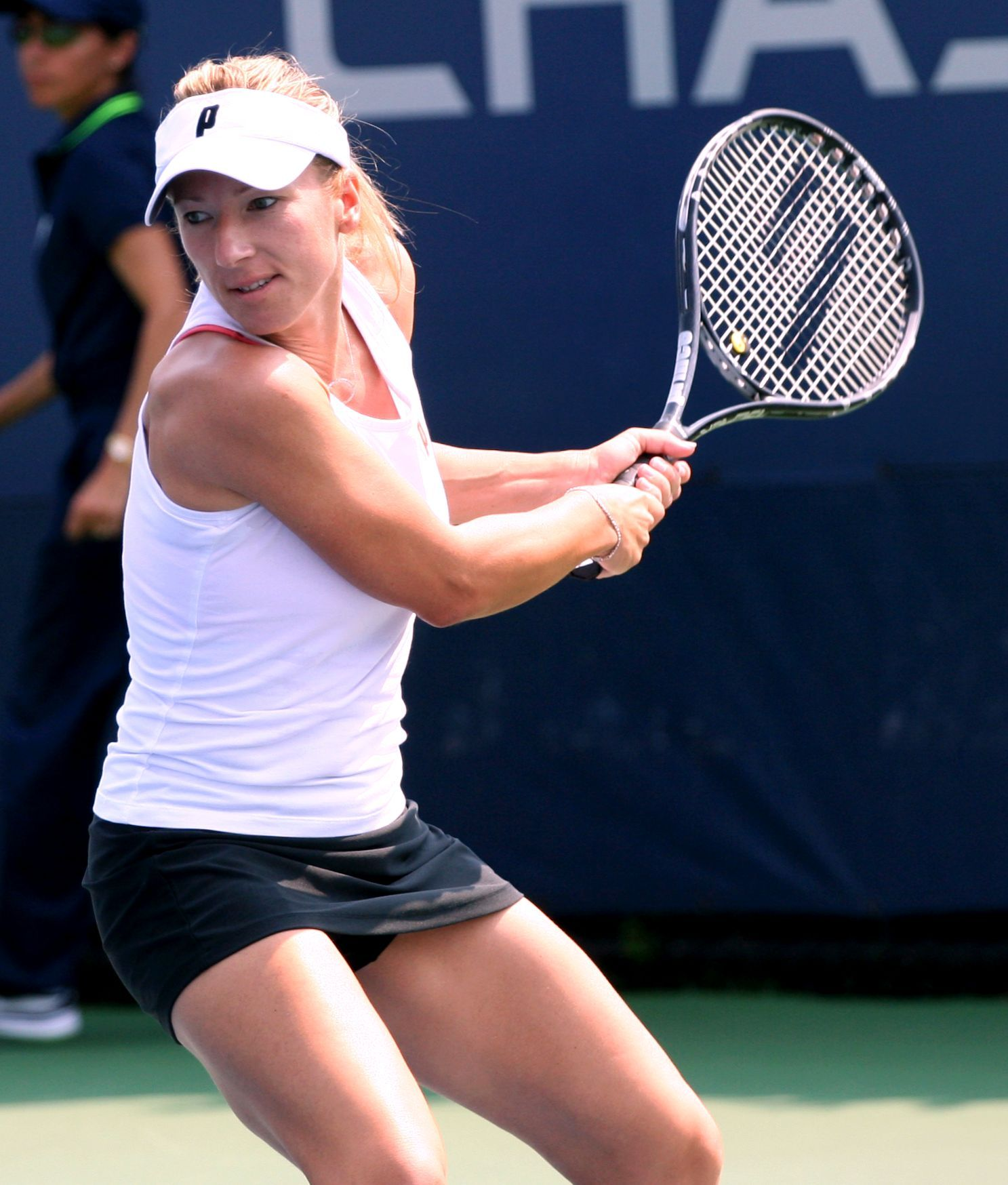
Trojnásobná finalistka mixu Květa Peschkeová

Prvním československým tenistou, který se probojoval do finále mužské dvouhry, se v roce 1971 stal Jan Kodeš. V předchozí kariéře byl vnímán pouze jako antukový specialista. Z pozice nenasazeného hráče porazil na cestě do finále dva bývalé vítěze newyorského grandslamu – australskou turnajovou jedničku Johna Newcomba a v semifinále pak Američana Arthura Ashe. V boji o titul podlehl ve čtyřech setech druhému nasazenému americkému hráči Stanu Smithovi. O dvě sezóny později, roku 1973, již Smithe přehrál a opět prošel až do finále, v němž po pětisetové bitvě nestačil na Johna Newcomba. V osmdesátých letech vytvořil rekordní šňůru osmi singlových finále v řadě Ivan Lendl. Mezi roky 1985–1987 získal tři tituly za sebou, když ve vítězných zápasech postupně zdolal McEnroa, Mečíře a Wilandera.
V ženské dvouhře získala jediný československý titul Hana Mandlíková poté, co v roce 1985 zdolala Navrátilovou. Mandlíková si o titul zahrála již v letech 1980 a 1982, kdy v obou případech nestačila na Američanku Chris Evertovou. Z finále také dvakrát odešla poražená Helena Suková. V roce 1986 ji přehrála Navrátilová a roku 1993 pak Steffi Grafová. Martina Navrátilová obdržela americké občanství v roce 1981. Na grandslamu vyhrála za dvacet devět let šestnáct titulů – čtyři singlové, devět deblových a tři z mixu, což je absolutní rekord otevřené éry. Roku 2016 odešla z finále poražena Karolína Plíšková po prohře s Angelique Kerberovou.

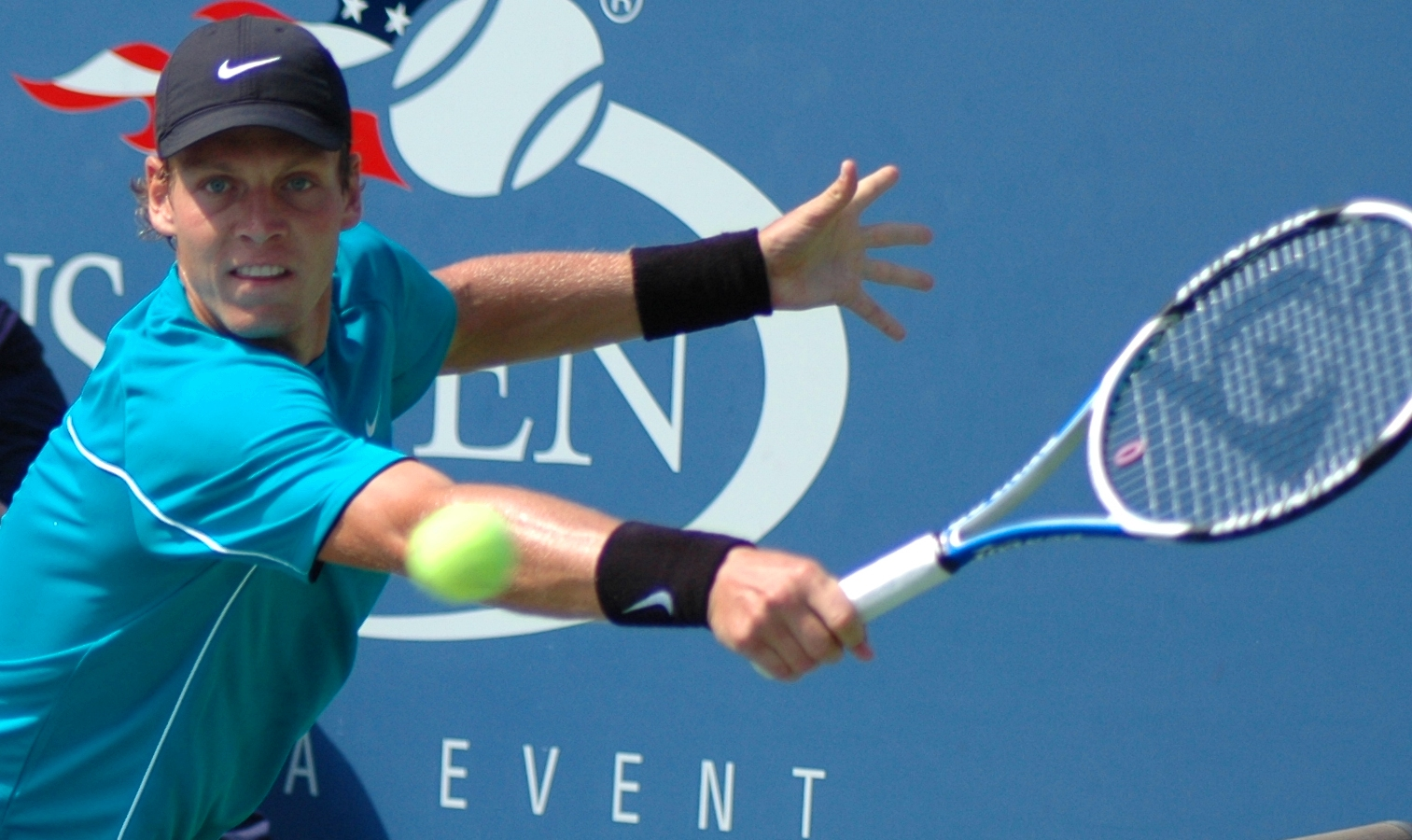
Semifinalista dvouhry Tomáš Berdych

Prvním československým vítězem soutěže mužské čtyřhry se v roce 1984 stal Tomáš Šmíd, který triumfoval ve dvojici s Australanem Johnem Fitzgeraldem. V roce 1997 získal titul Daniel Vacek, jenž nastoupil s Rusem Jevgenijem Kafelnikovem. Následující ročník 1998 vyhrál Cyril Suk s Australanem Sandonem Stollem. V roce 2006 získal deblový titul Martin Damm a roku 2009 pak Lukáš Dlouhý. Oba vytvořili vítěznou dvojici s Indem Leandrem Paesem.
Jako poražení finalisté se do historie zapsali v roce 1993 Karel Nováček, hrající s Martinem Dammem, roku 2002 Jiří Novák s Radkem Štěpánkem a v roce 2007 Lukáš Dlouhý s Pavlem Víznerem. V páru s Paesem si finále neúspěšně zahráli David Rikl (2004), Lukáš Dlouhý (2008) a Radek Štěpánek (2012). Štěpánek s Paesem se roku 2013 podruhé za sebou probojovali do finále, v němž získali titul.

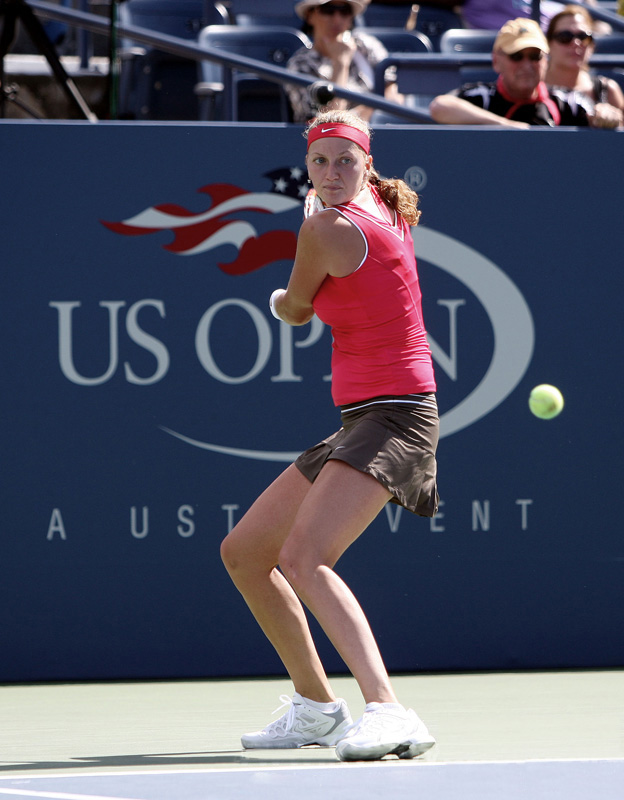
Petra Kvitová se stala první úřadující wimbledonskou vítězkou, která vypadla již v 1. kole US Open

Premiérový československý titul v ženské čtyřhře získala v roce 1985 Helena Suková, která startovala s německou tenistkou Claudií Kohde-Kilschovou. Druhou výhru přidala roku 1993 se Španělkou Arantxou Sánchezovou Vicariovou. V následujícím ročníku 1994 zvítězila se stejnou španělskou hráčkou také Jana Novotná, která přidala další dva tituly. Na první z nich dosáhla v roce 1988 s Američankou Lindsay Davenportovou a druhý vybojovala roku 1998 se Švýcarkou Martinou Hingisovou. Z finále odešly jako poražené hráčky Hana Mandlíková (1986), startující s Turnbullovou a Jana Novotná, která hrála debla se Sukovou (1990), se Savčenkovou (1991, 1992) a se Sánchezovou Vicariovou (1996). V roce 2012 pak v boji o titul prohrála česká dvojice Andrea Hlaváčková a Lucie Hradecká, aby si v dalším ročníku 2013 tento pár odvezl titul. V sezóně 2016 trofej vybojovala Lucie Šafářová v páru s Američankou Mattekovou-Sandsovou a v dalším ročníku 2017 odešly jako poražené finalistky Lucie Hradecká se Siniakovou. Výhrou v roce 2022 Kateřina Siniaková s Barborou Krejčíkovou zkompletovaly jako sedmý pár historie kariérní grandslam, jako druhé po sestrách Williamsových kariérní Zlatým slam a vůbec jako první ženská dvojice i kariérní Super Slam.
V soutěži smíšené čtyřhry si o titul v roce 1935 zahrál Roderich Menzel s britskou spoluhráčkou Kay Stammersovou. V utkání podlehli americko-španělskému páru Sarah Palfrey Cookeová a Enrique Maier. První československý titul roku 1988 získala Jana Novotná, která startovala s Američanem Jimem Pughem. S australským tenistou Toddem Woodbridgem pak v roce 1994 odešla z finále poražena. V sezóně 1993 soutěž vyhrála také Helena Suková, když se jejím spoluhráčem stal Woodbridge. V předchozím ročníku 1992 se navíc do finále probojovala s Nizozemcem Tomem Nijssenem. V roce 1994 byl český tenis již počtvrté za sebou zastoupen ve finále mixu. Cyril Suk však s Američankou Gigi Fernándezovou na trofej nedosáhli. V letech 2006, 2010 a 2012 finále vždy prohrála Květa Peschkeová. Až roku 2013 se další českou šampiónkou stala Andrea Hlaváčková, která startovala po boku Mirného.

### Přehled finále
| Rok             | vítěz                                      | finalista                                     | výsledek                |
| Mužská dvouhra  | Mužská dvouhra                             | Mužská dvouhra                                | Mužská dvouhra          |
| --------------- | ------------------------------------------ | --------------------------------------------- | ----------------------- |
| 1971            | Stan Smith                                 | Jan Kodeš                                     | 3–6, 6–3, 6–2, 7–6      |
| 1973            | John Newcombe                              | Jan Kodeš                                     | 6–4, 1–6, 4–6, 6–2, 6–2 |
| 1982            | Jimmy Connors                              | Ivan Lendl                                    | 6–3, 6–2, 4–6, 6–4      |
| 1983            | Jimmy Connors                              | Ivan Lendl                                    | 6–3, 6–7, 7–5, 6–0      |
| 1984            | John McEnroe                               | Ivan Lendl                                    | 6–3, 6–4, 6–1           |
| 1985            | Ivan Lendl                                 | John McEnroe                                  | 7–6, 6–3, 6–4           |
| 1986            | Ivan Lendl                                 | Miloslav Mečíř                                | 6–4, 6–2, 6–0           |
| 1987            | Ivan Lendl                                 | Mats Wilander                                 | 6–7, 6–0, 7–6, 6–4      |
| 1988            | Mats Wilander                              | Ivan Lendl                                    | 6–4, 4–6, 6–3, 5–7, 6–4 |
| 1989            | Boris Becker                               | Ivan Lendl                                    | 7–6, 1–6, 6–3, 7–6      |
| Ženská dvouhra  |                                            |                                               |                         |
| 1980            | Chris Evertová                             | Hana Mandlíková                               | 5–7, 6–1, 6–1           |
| 1982            | Chris Evertová                             | Hana Mandlíková                               | 6–3, 6–1                |
| 1985            | Hana Mandlíková                            | Martina Navrátilová                           | 7–6, 1–6, 7–6           |
| 1986            | Martina Navrátilová                        | Helena Suková                                 | 6–3, 6–2                |
| 1993            | Steffi Grafová                             | Helena Suková                                 | 6–3, 6–3                |
| 2016            | Angelique Kerberová                        | Karolína Plíšková                             | 6–3, 4–6, 6–4           |
| Mužská čtyřhra  |                                            |                                               |                         |
| 1984            | John Fitzgerald Tomáš Šmíd                 | Stefan Edberg Anders Järryd                   | 7–6, 6–3, 6–3           |
| 1993            | Ken Flach Rick Leach                       | Martin Damm Karel Nováček                     | 6–7, 6–4, 6–2           |
| 1997            | Jevgenij Kafelnikov Daniel Vacek           | Jonas Björkman Nicklas Kulti                  | 7–6, 6–3                |
| 1998            | Sandon Stolle Cyril Suk                    | Mark Knowles Daniel Nestor                    | 4–6, 7–6, 6–2           |
| 2002            | Maheš Bhúpatí Max Mirnyj                   | Jiří Novál Radek Štěpánek                     | 6–3, 3–6, 6–4           |
| 2004            | Mark Knowles Daniel Nestor                 | Leander Paes David Rikl                       | 6–3, 6–3                |
| 2006            | Martin Damm Leander Paes                   | Jonas Björkman Max Mirnyj                     | 6–7(5–7), 6–4, 6–3      |
| 2007            | Simon Aspelin Julian Knowle                | Lukáš Dlouhý Pavel Vízner                     | 7–5, 6–4                |
| 2008            | Bob Bryan Mike Bryan                       | Lukáš Dlouhý Leander Paes                     | 7–6(7–5), 7–6(12–10)    |
| 2009            | Lukáš Dlouhý Leander Paes                  | Maheš Bhúpatí Mark Knowles                    | 3–6, 6–3, 6–2           |
| 2012            | Bob Bryan Mike Bryan                       | Leander Paes Radek Štěpánek                   | 6–3, 6–4                |
| 2013            | Leander Paes Radek Štěpánek                | Alexander Peya Bruno Soares                   | 6–1, 6–3                |
| Ženská čtyřhra  |                                            |                                               |                         |
| 1985            | Claudia Kohdeová-Kilschová Helena Suková   | Martina Navrátilová Pam Shriverová            | 6–7, 6–2, 6–3           |
| 1986            | Martina Navrátilová Pam Shriverová         | Hana Mandlíková Wendy Turnbullová             | 6–4, 3–6, 6–3           |
| 1990            | Gigi Fernándezová Martina Navrátilová      | Jana Novotná Helena Suková                    | 6–2, 6–4                |
| 1991            | Pam Shriverová Nataša Zverevová            | Jana Novotná Larisa Savčenková-Neilandová     | 6–4, 4–6, 7–6           |
| 1992            | Gigi Fernándezová Nataša Zverevová         | Jana Novotná Larisa Savčenková-Neilandová     | 7–6, 6–1                |
| 1993            | Arantxa Sánchezová Vicariová Helena Suková | Amanda Coetzerová Inés Gorrochateguiová       | 6–4, 6–2                |
| 1994            | Jana Novotná Arantxa Sánchezová Vicariová  | Katerina Malejevová Robin Whiteová            | 6–3, 6–3                |
| 1996            | Gigi Fernándezová Nataša Zverevová         | Jana Novotná Arantxa Sánchezová Vicariová     | 1–6, 6–1, 6–4           |
| 1997            | Lindsay Davenportová Jana Novotná          | Gigi Fernándezová Natalia Zvereva             | 6–3, 6–4                |
| 1998            | Martina Hingisová Jana Novotná             | Lindsay Davenportová Nataša Zverevová         | 6–3, 6–3                |
| 2012            | Sara Erraniová Roberta Vinciová            | Andrea Hlaváčková Lucie Hradecká              | 6–4, 6–2                |
| 2013            | Andrea Hlaváčková Lucie Hradecká           | Ashleigh Bartyová Casey Dellacquová           | 6–7(4–7), 6–1, 6–4      |
| 2016            | Bethanie Matteková-Sandsová Lucie Šafářová | Caroline Garciaová Kristina Mladenovicová     | 2–6, 7–6(7–5), 6–4      |
| 2017            | Čan Jung-žan Martina Hingisová             | Lucie Hradecká Kateřina Siniaková             | 6–3, 6–2                |
| 2022            | Barbora Krejčíková Kateřina Siniaková      | Caty McNallyová Taylor Townsendová            | 3–6, 7–5, 6–1           |
| Smíšená čtyřhra |                                            |                                               |                         |
| 1935            | Sarah Palfreyová Enrique Maier             | Kay Stammers Roderich Menzel                  | 6–4, 4–6, 6–3           |
| 1988            | Jana Novotná Jim Pugh                      | Elizabeth Sayersová Smylieová Patrick McEnroe | 7–5, 6–3                |
| 1992            | Nicole Provisová Mark Woodforde            | Helena Suková Tom Nijssen                     | 4–6, 6–3, 6–3           |
| 1993            | Helena Suková Todd Woodbridge              | Martina Navrátilová Mark Woodforde            | 6–3, 7–6                |
| 1994            | Elna Reinachová Patrick Galbraith          | Jana Novotná Todd Woodbridge                  | 6–2, 6–4                |
| 1995            | Meredith McGrathová Matt Lucena            | Gigi Fernándezová Cyril Suk                   | 6–4, 6–4                |
| 2006            | Martina Navrátilová Bob Bryan              | Květa Peschkeová Martin Damm                  | 6–2, 6–3                |
| 2010            | Liezel Huberová Bob Bryan                  | Květa Peschkeová Ajsám Kúreší                 | 6–4, 6–4                |
| 2013            | Andrea Hlaváčková Max Mirnyj               | Abigail Spearsová Santiago González           | 7–6(7–5), 6–3           |